# Lista de asteroides (325001-326000)
Esta é uma lista parcial de asteroides, do asteroide número 325001 até o 326000, inclusive. Veja também o índice com todas as listas disponíveis.

| Objeto Próximos à Terra | Cinturão de asteroides (interno) | Cinturão de asteroides (externo) | Centauro       |
| Cruzador de Marte       | Cinturão de asteroides (meio)    | Troianos de Júpiter              | Transnetuniano |

Veja mais dados de cada asteroide na ligação externa para o Minor Planet Center na última coluna.
Índice: 325001... 325101... 325201... 325301... 325401... 325501... 325601... 325701... 325801... 325901... 

## 325001–325100
| Designação | Designação | Descoberta  | Descoberta      | Descobridor(es)     | Categoria | Mais informações / Referência |
| Permanente | Provisória | Data        | Local           | Descobridor(es)     | Categoria | Mais informações / Referência |
| ---------- | ---------- | ----------- | --------------- | ------------------- | --------- | ----------------------------- |
| 325001     | 2008 BH29  | 30 jan 2008 | Mount Lemmon    | Mount Lemmon Survey | Mitidika  | MPC                           |
| 325002     | 2008 BL31  | 30 jan 2008 | Mount Lemmon    | Mount Lemmon Survey | —         | MPC                           |
| 325003     | 2008 BW34  | 30 jan 2008 | Mount Lemmon    | Mount Lemmon Survey | —         | MPC                           |
| 325004     | 2008 BQ37  | 31 jan 2008 | Kitt Peak       | Spacewatch          | —         | MPC                           |
| 325005     | 2008 BT38  | 31 jan 2008 | Mount Lemmon    | Mount Lemmon Survey | —         | MPC                           |
| 325006     | 2008 BO42  | 31 jan 2008 | Catalina        | CSS                 | —         | MPC                           |
| 325007     | 2008 BQ43  | 30 jan 2008 | Catalina        | CSS                 | —         | MPC                           |
| 325008     | 2008 BX44  | 19 jan 2008 | Mount Lemmon    | Mount Lemmon Survey | —         | MPC                           |
| 325009     | 2008 BM45  | 31 jan 2008 | Catalina        | CSS                 | —         | MPC                           |
| 325010     | 2008 BG47  | 18 jan 2008 | Mount Lemmon    | Mount Lemmon Survey | —         | MPC                           |
| 325011     | 2008 BU49  | 30 jan 2008 | Mount Lemmon    | Mount Lemmon Survey | —         | MPC                           |
| 325012     | 2008 BN52  | 20 jan 2008 | Kitt Peak       | Spacewatch          | —         | MPC                           |
| 325013     | 2008 BU52  | 31 jan 2008 | Catalina        | CSS                 | —         | MPC                           |
| 325014     | 2008 CX5   | 7 fev 2008  | Mayhill         | A. Lowe             | —         | MPC                           |
| 325015     | 2008 CF11  | 3 fev 2008  | Kitt Peak       | Spacewatch          | —         | MPC                           |
| 325016     | 2008 CZ14  | 3 fev 2008  | Kitt Peak       | Spacewatch          | —         | MPC                           |
| 325017     | 2008 CO17  | 12 set 2005 | Kitt Peak       | Spacewatch          | —         | MPC                           |
| 325018     | 2008 CV18  | 3 fev 2008  | Kitt Peak       | Spacewatch          | —         | MPC                           |
| 325019     | 2008 CR19  | 6 fev 2008  | Anderson Mesa   | LONEOS              | —         | MPC                           |
| 325020     | 2008 CA21  | 8 fev 2008  | Altschwendt     | W. Ries             | —         | MPC                           |
| 325021     | 2008 CC24  | 1 fev 2008  | Kitt Peak       | Spacewatch          | —         | MPC                           |
| 325022     | 2008 CX24  | 1 fev 2008  | Kitt Peak       | Spacewatch          | —         | MPC                           |
| 325023     | 2008 CQ26  | 18 ago 2006 | Kitt Peak       | Spacewatch          | —         | MPC                           |
| 325024     | 2008 CP33  | 27 nov 2006 | Mount Lemmon    | Mount Lemmon Survey | Chloris   | MPC                           |
| 325025     | 2008 CN34  | 2 fev 2008  | Kitt Peak       | Spacewatch          | Mitidika  | MPC                           |
| 325026     | 2008 CR36  | 2 fev 2008  | Kitt Peak       | Spacewatch          | —         | MPC                           |
| 325027     | 2008 CX39  | 2 fev 2008  | Mount Lemmon    | Mount Lemmon Survey | Mitidika  | MPC                           |
| 325028     | 2008 CJ42  | 2 fev 2008  | Kitt Peak       | Spacewatch          | —         | MPC                           |
| 325029     | 2008 CK48  | 3 fev 2008  | Kitt Peak       | Spacewatch          | —         | MPC                           |
| 325030     | 2008 CQ49  | 18 nov 2007 | Mount Lemmon    | Mount Lemmon Survey | Mitidika  | MPC                           |
| 325031     | 2008 CT61  | 7 fev 2008  | Kitt Peak       | Spacewatch          | —         | MPC                           |
| 325032     | 2008 CJ72  | 8 fev 2008  | La Sagra        | Mallorca Obs.       | —         | MPC                           |
| 325033     | 2008 CP74  | 9 fev 2008  | Dauban          | F. Kugel            | —         | MPC                           |
| 325034     | 2008 CB75  | 10 fev 2008 | Altschwendt     | W. Ries             | —         | MPC                           |
| 325035     | 2008 CP91  | 8 fev 2008  | Kitt Peak       | Spacewatch          | —         | MPC                           |
| 325036     | 2008 CE95  | 8 fev 2008  | Mount Lemmon    | Mount Lemmon Survey | —         | MPC                           |
| 325037     | 2008 CN96  | 9 fev 2008  | Mount Lemmon    | Mount Lemmon Survey | —         | MPC                           |
| 325038     | 2008 CL103 | 9 fev 2008  | Kitt Peak       | Spacewatch          | —         | MPC                           |
| 325039     | 2008 CC106 | 9 fev 2008  | Mount Lemmon    | Mount Lemmon Survey | —         | MPC                           |
| 325040     | 2008 CN107 | 9 fev 2008  | Mount Lemmon    | Mount Lemmon Survey | —         | MPC                           |
| 325041     | 2008 CZ108 | 9 fev 2008  | Kitt Peak       | Spacewatch          | —         | MPC                           |
| 325042     | 2008 CL124 | 7 fev 2008  | Mount Lemmon    | Mount Lemmon Survey | —         | MPC                           |
| 325043     | 2008 CL126 | 31 jan 2008 | Mount Lemmon    | Mount Lemmon Survey | —         | MPC                           |
| 325044     | 2008 CK130 | 8 fev 2008  | Kitt Peak       | Spacewatch          | —         | MPC                           |
| 325045     | 2008 CW136 | 8 fev 2008  | Mount Lemmon    | Mount Lemmon Survey | Mitidika  | MPC                           |
| 325046     | 2008 CC137 | 8 fev 2008  | Mount Lemmon    | Mount Lemmon Survey | —         | MPC                           |
| 325047     | 2008 CV137 | 8 fev 2008  | Kitt Peak       | Spacewatch          | Mitidika  | MPC                           |
| 325048     | 2008 CM140 | 8 fev 2008  | Kitt Peak       | Spacewatch          | —         | MPC                           |
| 325049     | 2008 CN152 | 9 fev 2008  | Kitt Peak       | Spacewatch          | —         | MPC                           |
| 325050     | 2008 CV154 | 9 fev 2008  | Kitt Peak       | Spacewatch          | —         | MPC                           |
| 325051     | 2008 CL159 | 9 fev 2008  | Kitt Peak       | Spacewatch          | —         | MPC                           |
| 325052     | 2008 CV177 | 27 set 2006 | Mount Lemmon    | Mount Lemmon Survey | —         | MPC                           |
| 325053     | 2008 CV178 | 6 fev 2008  | Catalina        | CSS                 | —         | MPC                           |
| 325054     | 2008 CV179 | 7 fev 2008  | Catalina        | CSS                 | —         | MPC                           |
| 325055     | 2008 CV189 | 10 fev 2008 | Catalina        | CSS                 | —         | MPC                           |
| 325056     | 2008 CV190 | 1 fev 2008  | Kitt Peak       | Spacewatch          | Mitidika  | MPC                           |
| 325057     | 2008 CF191 | 18 ago 2006 | Kitt Peak       | Spacewatch          | —         | MPC                           |
| 325058     | 2008 CY192 | 8 fev 2008  | Kitt Peak       | Spacewatch          | —         | MPC                           |
| 325059     | 2008 CT199 | 13 fev 2008 | Mount Lemmon    | Mount Lemmon Survey | —         | MPC                           |
| 325060     | 2008 CF200 | 10 fev 2008 | Mount Lemmon    | Mount Lemmon Survey | —         | MPC                           |
| 325061     | 2008 CG202 | 6 fev 2008  | Catalina        | CSS                 | —         | MPC                           |
| 325062     | 2008 CL203 | 10 fev 2008 | Kitt Peak       | Spacewatch          | —         | MPC                           |
| 325063     | 2008 CM208 | 6 fev 2008  | Socorro         | LINEAR              | —         | MPC                           |
| 325064     | 2008 CW208 | 11 fev 2008 | Mount Lemmon    | Mount Lemmon Survey | —         | MPC                           |
| 325065     | 2008 CJ209 | 9 mar 2004  | Palomar         | NEAT                | Phocaea   | MPC                           |
| 325066     | 2008 CN209 | 3 fev 2008  | Mount Lemmon    | Mount Lemmon Survey | —         | MPC                           |
| 325067     | 2008 CS213 | 10 fev 2008 | Mount Lemmon    | Mount Lemmon Survey | —         | MPC                           |
| 325068     | 2008 CX213 | 10 fev 2008 | Mount Lemmon    | Mount Lemmon Survey | —         | MPC                           |
| 325069     | 2008 CC214 | 10 fev 2008 | Mount Lemmon    | Mount Lemmon Survey | —         | MPC                           |
| 325070     | 2008 CO215 | 13 fev 2008 | Catalina        | CSS                 | —         | MPC                           |
| 325071     | 2008 DF    | 12 jan 2008 | Catalina        | CSS                 | —         | MPC                           |
| 325072     | 2008 DD1   | 24 fev 2008 | Kitt Peak       | Spacewatch          | —         | MPC                           |
| 325073     | 2008 DV1   | 24 fev 2008 | Mount Lemmon    | Mount Lemmon Survey | Mitidika  | MPC                           |
| 325074     | 2008 DL2   | 20 jan 2008 | Kitt Peak       | Spacewatch          | —         | MPC                           |
| 325075     | 2008 DQ2   | 24 fev 2008 | Kitt Peak       | Spacewatch          | —         | MPC                           |
| 325076     | 2008 DT3   | 24 fev 2008 | Mount Lemmon    | Mount Lemmon Survey | —         | MPC                           |
| 325077     | 2008 DZ5   | 1 fev 2008  | Mount Lemmon    | Mount Lemmon Survey | —         | MPC                           |
| 325078     | 2008 DR6   | 31 dez 2007 | Kitt Peak       | Spacewatch          | —         | MPC                           |
| 325079     | 2008 DF7   | 24 fev 2008 | Mount Lemmon    | Mount Lemmon Survey | Mitidika  | MPC                           |
| 325080     | 2008 DH8   | 24 fev 2008 | Kitt Peak       | Spacewatch          | —         | MPC                           |
| 325081     | 2008 DB13  | 26 fev 2008 | Kitt Peak       | Spacewatch          | —         | MPC                           |
| 325082     | 2008 DZ13  | 26 fev 2008 | Mount Lemmon    | Mount Lemmon Survey | —         | MPC                           |
| 325083     | 2008 DO25  | 29 fev 2008 | Purple Mountain | PMO NEO             | —         | MPC                           |
| 325084     | 2008 DX30  | 30 dez 2007 | Kitt Peak       | Spacewatch          | —         | MPC                           |
| 325085     | 2008 DJ34  | 27 fev 2008 | Kitt Peak       | Spacewatch          | —         | MPC                           |
| 325086     | 2008 DA36  | 27 fev 2008 | Mount Lemmon    | Mount Lemmon Survey | —         | MPC                           |
| 325087     | 2008 DC37  | 27 fev 2008 | Kitt Peak       | Spacewatch          | —         | MPC                           |
| 325088     | 2008 DO43  | 28 fev 2008 | Mount Lemmon    | Mount Lemmon Survey | —         | MPC                           |
| 325089     | 2008 DS43  | 28 fev 2008 | Kitt Peak       | Spacewatch          | —         | MPC                           |
| 325090     | 2008 DU45  | 28 fev 2008 | Mount Lemmon    | Mount Lemmon Survey | —         | MPC                           |
| 325091     | 2008 DE53  | 29 fev 2008 | Mount Lemmon    | Mount Lemmon Survey | —         | MPC                           |
| 325092     | 2008 DX53  | 29 fev 2008 | Kitt Peak       | Spacewatch          | —         | MPC                           |
| 325093     | 2008 DB54  | 26 fev 2008 | Anderson Mesa   | LONEOS              | —         | MPC                           |
| 325094     | 2008 DE64  | 28 fev 2008 | Mount Lemmon    | Mount Lemmon Survey | —         | MPC                           |
| 325095     | 2008 DA68  | 29 fev 2008 | Kitt Peak       | Spacewatch          | —         | MPC                           |
| 325096     | 2008 DN73  | 27 fev 2008 | Mount Lemmon    | Mount Lemmon Survey | —         | MPC                           |
| 325097     | 2008 DJ78  | 28 fev 2008 | Mount Lemmon    | Mount Lemmon Survey | —         | MPC                           |
| 325098     | 2008 DQ81  | 27 fev 2008 | Mount Lemmon    | Mount Lemmon Survey | —         | MPC                           |
| 325099     | 2008 DG82  | 28 fev 2008 | Kitt Peak       | Spacewatch          | —         | MPC                           |
| 325100     | 2008 DP85  | 28 fev 2008 | Kitt Peak       | Spacewatch          | —         | MPC                           |

## 325101–325200
| Designação | Designação | Descoberta  | Descoberta    | Descobridor(es)     | Categoria | Mais informações / Referência |
| Permanente | Provisória | Data        | Local         | Descobridor(es)     | Categoria | Mais informações / Referência |
| ---------- | ---------- | ----------- | ------------- | ------------------- | --------- | ----------------------------- |
| 325101     | 2008 DY87  | 18 fev 2008 | Mount Lemmon  | Mount Lemmon Survey | Phocaea   | MPC                           |
| 325102     | 2008 EY5   | 4 mar 2008  | Siding Spring | SSS                 | —         | MPC                           |
| 325103     | 2008 EQ11  | 1 mar 2008  | Kitt Peak     | Spacewatch          | —         | MPC                           |
| 325104     | 2008 EZ15  | 1 mar 2008  | Kitt Peak     | Spacewatch          | —         | MPC                           |
| 325105     | 2008 EJ20  | 2 mar 2008  | Kitt Peak     | Spacewatch          | —         | MPC                           |
| 325106     | 2008 EV29  | 4 mar 2008  | Mount Lemmon  | Mount Lemmon Survey | —         | MPC                           |
| 325107     | 2008 EL33  | 1 mar 2008  | Kitt Peak     | Spacewatch          | —         | MPC                           |
| 325108     | 2008 EQ33  | 7 jul 2002  | Kitt Peak     | Spacewatch          | —         | MPC                           |
| 325109     | 2008 EY33  | 1 mar 2008  | Mount Lemmon  | Mount Lemmon Survey | —         | MPC                           |
| 325110     | 2008 EZ41  | 4 mar 2008  | Kitt Peak     | Spacewatch          | —         | MPC                           |
| 325111     | 2008 EQ43  | 5 mar 2008  | Mount Lemmon  | Mount Lemmon Survey | —         | MPC                           |
| 325112     | 2008 EM44  | 5 mar 2008  | Kitt Peak     | Spacewatch          | —         | MPC                           |
| 325113     | 2008 ER44  | 5 mar 2008  | Kitt Peak     | Spacewatch          | —         | MPC                           |
| 325114     | 2008 EH45  | 13 fev 2008 | Mount Lemmon  | Mount Lemmon Survey | —         | MPC                           |
| 325115     | 2008 EX47  | 5 mar 2008  | Kitt Peak     | Spacewatch          | —         | MPC                           |
| 325116     | 2008 EG48  | 5 mar 2008  | Kitt Peak     | Spacewatch          | —         | MPC                           |
| 325117     | 2008 EK50  | 6 mar 2008  | Mount Lemmon  | Mount Lemmon Survey | Mitidika  | MPC                           |
| 325118     | 2008 EA64  | 9 mar 2008  | Kitt Peak     | Spacewatch          | —         | MPC                           |
| 325119     | 2008 EQ66  | 9 mar 2008  | Mount Lemmon  | Mount Lemmon Survey | —         | MPC                           |
| 325120     | 2008 EB68  | 12 fev 2008 | Mount Lemmon  | Mount Lemmon Survey | —         | MPC                           |
| 325121     | 2008 EA71  | 6 mar 2008  | Mount Lemmon  | Mount Lemmon Survey | —         | MPC                           |
| 325122     | 2008 ES81  | 10 mar 2008 | Kitt Peak     | Spacewatch          | —         | MPC                           |
| 325123     | 2008 EH86  | 7 mar 2008  | Kitt Peak     | Spacewatch          | —         | MPC                           |
| 325124     | 2008 EM100 | 11 mar 2008 | Catalina      | CSS                 | —         | MPC                           |
| 325125     | 2008 EE110 | 8 mar 2008  | Mount Lemmon  | Mount Lemmon Survey | —         | MPC                           |
| 325126     | 2008 EM113 | 8 mar 2008  | Mount Lemmon  | Mount Lemmon Survey | —         | MPC                           |
| 325127     | 2008 EL119 | 9 mar 2008  | Mount Lemmon  | Mount Lemmon Survey | —         | MPC                           |
| 325128     | 2008 EQ119 | 9 mar 2008  | Kitt Peak     | Spacewatch          | —         | MPC                           |
| 325129     | 2008 EN122 | 9 mar 2008  | Kitt Peak     | Spacewatch          | —         | MPC                           |
| 325130     | 2008 EO123 | 10 mar 2008 | Kitt Peak     | Spacewatch          | —         | MPC                           |
| 325131     | 2008 EC127 | 10 mar 2008 | Kitt Peak     | Spacewatch          | —         | MPC                           |
| 325132     | 2008 EX129 | 29 fev 2008 | Kitt Peak     | Spacewatch          | —         | MPC                           |
| 325133     | 2008 EO139 | 11 mar 2008 | Kitt Peak     | Spacewatch          | —         | MPC                           |
| 325134     | 2008 EQ143 | 14 mar 2008 | Catalina      | CSS                 | —         | MPC                           |
| 325135     | 2008 EK146 | 13 mar 2008 | Mount Lemmon  | Mount Lemmon Survey | —         | MPC                           |
| 325136     | 2008 ED149 | 2 mar 2008  | XuYi          | PMO NEO             | —         | MPC                           |
| 325137     | 2008 EL149 | 4 mar 2008  | Kitt Peak     | Spacewatch          | —         | MPC                           |
| 325138     | 2008 ED150 | 7 mar 2008  | Catalina      | CSS                 | —         | MPC                           |
| 325139     | 2008 ET150 | 4 mar 2008  | Mount Lemmon  | Mount Lemmon Survey | —         | MPC                           |
| 325140     | 2008 EE152 | 10 mar 2008 | Kitt Peak     | Spacewatch          | —         | MPC                           |
| 325141     | 2008 EJ152 | 10 mar 2008 | Kitt Peak     | Spacewatch          | —         | MPC                           |
| 325142     | 2008 EQ153 | 9 mar 2008  | Kitt Peak     | Spacewatch          | —         | MPC                           |
| 325143     | 2008 ET154 | 4 mar 2008  | Mount Lemmon  | Mount Lemmon Survey | —         | MPC                           |
| 325144     | 2008 EL156 | 2 mar 2008  | Kitt Peak     | Spacewatch          | —         | MPC                           |
| 325145     | 2008 ED157 | 13 mar 2008 | Kitt Peak     | Spacewatch          | —         | MPC                           |
| 325146     | 2008 EZ158 | 12 mar 2008 | Mount Lemmon  | Mount Lemmon Survey | —         | MPC                           |
| 325147     | 2008 EX165 | 4 mar 2008  | Mount Lemmon  | Mount Lemmon Survey | —         | MPC                           |
| 325148     | 2008 EE166 | 5 mar 2008  | Mount Lemmon  | Mount Lemmon Survey | —         | MPC                           |
| 325149     | 2008 EP166 | 6 mar 2008  | Catalina      | CSS                 | —         | MPC                           |
| 325150     | 2008 EE167 | 7 mar 2008  | Mount Lemmon  | Mount Lemmon Survey | Phocaea   | MPC                           |
| 325151     | 2008 EB169 | 14 mar 2008 | Catalina      | CSS                 | —         | MPC                           |
| 325152     | 2008 EC169 | 15 mar 2008 | Kitt Peak     | Spacewatch          | —         | MPC                           |
| 325153     | 2008 FS3   | 25 mar 2008 | Kitt Peak     | Spacewatch          | —         | MPC                           |
| 325154     | 2008 FQ4   | 25 mar 2008 | Kitt Peak     | Spacewatch          | —         | MPC                           |
| 325155     | 2008 FC10  | 26 mar 2008 | Kitt Peak     | Spacewatch          | —         | MPC                           |
| 325156     | 2008 FO13  | 26 mar 2008 | Mount Lemmon  | Mount Lemmon Survey | —         | MPC                           |
| 325157     | 2008 FO14  | 26 mar 2008 | Mount Lemmon  | Mount Lemmon Survey | —         | MPC                           |
| 325158     | 2008 FW19  | 27 mar 2008 | Mount Lemmon  | Mount Lemmon Survey | —         | MPC                           |
| 325159     | 2008 FD20  | 27 mar 2008 | Mount Lemmon  | Mount Lemmon Survey | —         | MPC                           |
| 325160     | 2008 FM22  | 27 mar 2008 | Kitt Peak     | Spacewatch          | —         | MPC                           |
| 325161     | 2008 FL24  | 27 mar 2008 | Kitt Peak     | Spacewatch          | —         | MPC                           |
| 325162     | 2008 FW26  | 27 mar 2008 | Kitt Peak     | Spacewatch          | —         | MPC                           |
| 325163     | 2008 FN37  | 28 mar 2008 | Kitt Peak     | Spacewatch          | —         | MPC                           |
| 325164     | 2008 FH38  | 28 mar 2008 | Kitt Peak     | Spacewatch          | —         | MPC                           |
| 325165     | 2008 FJ42  | 28 mar 2008 | Mount Lemmon  | Mount Lemmon Survey | —         | MPC                           |
| 325166     | 2008 FS46  | 28 mar 2008 | Mount Lemmon  | Mount Lemmon Survey | —         | MPC                           |
| 325167     | 2008 FL49  | 28 mar 2008 | Mount Lemmon  | Mount Lemmon Survey | —         | MPC                           |
| 325168     | 2008 FS49  | 28 mar 2008 | Mount Lemmon  | Mount Lemmon Survey | —         | MPC                           |
| 325169     | 2008 FZ50  | 28 mar 2008 | Mount Lemmon  | Mount Lemmon Survey | —         | MPC                           |
| 325170     | 2008 FC51  | 28 mar 2008 | Mount Lemmon  | Mount Lemmon Survey | —         | MPC                           |
| 325171     | 2008 FP54  | 28 mar 2008 | Mount Lemmon  | Mount Lemmon Survey | —         | MPC                           |
| 325172     | 2008 FX54  | 22 nov 2006 | Catalina      | CSS                 | —         | MPC                           |
| 325173     | 2008 FY54  | 28 mar 2008 | Mount Lemmon  | Mount Lemmon Survey | —         | MPC                           |
| 325174     | 2008 FC56  | 28 mar 2008 | Mount Lemmon  | Mount Lemmon Survey | —         | MPC                           |
| 325175     | 2008 FL63  | 27 mar 2008 | Kitt Peak     | Spacewatch          | —         | MPC                           |
| 325176     | 2008 FX64  | 28 mar 2008 | Kitt Peak     | Spacewatch          | —         | MPC                           |
| 325177     | 2008 FG66  | 28 mar 2008 | Kitt Peak     | Spacewatch          | —         | MPC                           |
| 325178     | 2008 FR68  | 28 mar 2008 | Mount Lemmon  | Mount Lemmon Survey | —         | MPC                           |
| 325179     | 2008 FT69  | 28 mar 2008 | Kitt Peak     | Spacewatch          | —         | MPC                           |
| 325180     | 2008 FH75  | 31 mar 2008 | Mount Lemmon  | Mount Lemmon Survey | —         | MPC                           |
| 325181     | 2008 FT76  | 11 nov 2006 | Mount Lemmon  | Mount Lemmon Survey | —         | MPC                           |
| 325182     | 2008 FJ77  | 27 mar 2008 | Mount Lemmon  | Mount Lemmon Survey | —         | MPC                           |
| 325183     | 2008 FC84  | 28 mar 2008 | Kitt Peak     | Spacewatch          | —         | MPC                           |
| 325184     | 2008 FT88  | 28 mar 2008 | Kitt Peak     | Spacewatch          | —         | MPC                           |
| 325185     | 2008 FF89  | 29 mar 2008 | Mount Lemmon  | Mount Lemmon Survey | Mitidika  | MPC                           |
| 325186     | 2008 FG89  | 29 mar 2008 | Mount Lemmon  | Mount Lemmon Survey | —         | MPC                           |
| 325187     | 2008 FC94  | 29 mar 2008 | Kitt Peak     | Spacewatch          | —         | MPC                           |
| 325188     | 2008 FR96  | 29 mar 2008 | Catalina      | CSS                 | —         | MPC                           |
| 325189     | 2008 FC97  | 29 mar 2008 | Mount Lemmon  | Mount Lemmon Survey | —         | MPC                           |
| 325190     | 2008 FE103 | 30 mar 2008 | Kitt Peak     | Spacewatch          | —         | MPC                           |
| 325191     | 2008 FL104 | 30 mar 2008 | Kitt Peak     | Spacewatch          | —         | MPC                           |
| 325192     | 2008 FP106 | 31 mar 2008 | Kitt Peak     | Spacewatch          | —         | MPC                           |
| 325193     | 2008 FK108 | 31 mar 2008 | Mount Lemmon  | Mount Lemmon Survey | —         | MPC                           |
| 325194     | 2008 FT111 | 31 mar 2008 | Kitt Peak     | Spacewatch          | Eos       | MPC                           |
| 325195     | 2008 FY111 | 31 mar 2008 | Mount Lemmon  | Mount Lemmon Survey | —         | MPC                           |
| 325196     | 2008 FY113 | 31 mar 2008 | Kitt Peak     | Spacewatch          | —         | MPC                           |
| 325197     | 2008 FX118 | 31 mar 2008 | Mount Lemmon  | Mount Lemmon Survey | —         | MPC                           |
| 325198     | 2008 FH120 | 21 mar 1999 | Apache Point  | SDSS                | —         | MPC                           |
| 325199     | 2008 FA125 | 30 mar 2008 | Kitt Peak     | Spacewatch          | —         | MPC                           |
| 325200     | 2008 FA129 | 29 mar 2008 | Kitt Peak     | Spacewatch          | —         | MPC                           |

## 325201–325300
| Designação | Designação | Descoberta  | Descoberta      | Descobridor(es)      | Categoria | Mais informações / Referência |
| Permanente | Provisória | Data        | Local           | Descobridor(es)      | Categoria | Mais informações / Referência |
| ---------- | ---------- | ----------- | --------------- | -------------------- | --------- | ----------------------------- |
| 325201     | 2008 FE131 | 31 mar 2008 | Mount Lemmon    | Mount Lemmon Survey  | —         | MPC                           |
| 325202     | 2008 FX133 | 28 mar 2008 | Mount Lemmon    | Mount Lemmon Survey  | —         | MPC                           |
| 325203     | 2008 FP134 | 30 mar 2008 | Kitt Peak       | Spacewatch           | —         | MPC                           |
| 325204     | 2008 FT136 | 29 mar 2008 | Kitt Peak       | Spacewatch           | —         | MPC                           |
| 325205     | 2008 FE137 | 30 mar 2008 | Socorro         | LINEAR               | —         | MPC                           |
| 325206     | 2008 FF137 | 30 mar 2008 | Kitt Peak       | Spacewatch           | —         | MPC                           |
| 325207     | 2008 FG137 | 30 mar 2008 | Catalina        | CSS                  | —         | MPC                           |
| 325208     | 2008 FM137 | 30 mar 2008 | Kitt Peak       | Spacewatch           | —         | MPC                           |
| 325209     | 2008 GS4   | 1 abr 2008  | Kitt Peak       | Spacewatch           | —         | MPC                           |
| 325210     | 2008 GM6   | 9 ago 2000  | Kitt Peak       | Spacewatch           | —         | MPC                           |
| 325211     | 2008 GF9   | 1 abr 2008  | Kitt Peak       | Spacewatch           | —         | MPC                           |
| 325212     | 2008 GT9   | 1 abr 2008  | Kitt Peak       | Spacewatch           | —         | MPC                           |
| 325213     | 2008 GX9   | 1 abr 2008  | Kitt Peak       | Spacewatch           | —         | MPC                           |
| 325214     | 2008 GQ15  | 3 abr 2008  | Mount Lemmon    | Mount Lemmon Survey  | —         | MPC                           |
| 325215     | 2008 GQ17  | 4 abr 2008  | Kitt Peak       | Spacewatch           | —         | MPC                           |
| 325216     | 2008 GQ18  | 4 abr 2008  | Catalina        | CSS                  | —         | MPC                           |
| 325217     | 2008 GF20  | 8 abr 2008  | Desert Eagle    | W. K. Y. Yeung       | —         | MPC                           |
| 325218     | 2008 GZ20  | 10 abr 2008 | Desert Eagle    | W. K. Y. Yeung       | —         | MPC                           |
| 325219     | 2008 GT21  | 5 mar 2008  | Kitt Peak       | Spacewatch           | —         | MPC                           |
| 325220     | 2008 GO29  | 3 abr 2008  | Mount Lemmon    | Mount Lemmon Survey  | —         | MPC                           |
| 325221     | 2008 GT30  | 11 mar 2008 | Kitt Peak       | Spacewatch           | —         | MPC                           |
| 325222     | 2008 GS32  | 3 abr 2008  | Kitt Peak       | Spacewatch           | —         | MPC                           |
| 325223     | 2008 GQ37  | 3 abr 2008  | Kitt Peak       | Spacewatch           | —         | MPC                           |
| 325224     | 2008 GK38  | 3 abr 2008  | Mount Lemmon    | Mount Lemmon Survey  | Phocaea   | MPC                           |
| 325225     | 2008 GO38  | 3 abr 2008  | Mount Lemmon    | Mount Lemmon Survey  | —         | MPC                           |
| 325226     | 2008 GD39  | 3 abr 2008  | Kitt Peak       | Spacewatch           | —         | MPC                           |
| 325227     | 2008 GJ40  | 4 abr 2008  | Mount Lemmon    | Mount Lemmon Survey  | —         | MPC                           |
| 325228     | 2008 GD41  | 4 abr 2008  | Kitt Peak       | Spacewatch           | —         | MPC                           |
| 325229     | 2008 GE43  | 4 abr 2008  | Mount Lemmon    | Mount Lemmon Survey  | —         | MPC                           |
| 325230     | 2008 GJ43  | 4 abr 2008  | Mount Lemmon    | Mount Lemmon Survey  | —         | MPC                           |
| 325231     | 2008 GD46  | 4 abr 2008  | Kitt Peak       | Spacewatch           | —         | MPC                           |
| 325232     | 2008 GD49  | 5 abr 2008  | Kitt Peak       | Spacewatch           | —         | MPC                           |
| 325233     | 2008 GU52  | 5 abr 2008  | Mount Lemmon    | Mount Lemmon Survey  | —         | MPC                           |
| 325234     | 2008 GX57  | 5 abr 2008  | Mount Lemmon    | Mount Lemmon Survey  | —         | MPC                           |
| 325235     | 2008 GT62  | 5 abr 2008  | Catalina        | CSS                  | —         | MPC                           |
| 325236     | 2008 GF64  | 5 abr 2008  | Kitt Peak       | Spacewatch           | —         | MPC                           |
| 325237     | 2008 GV64  | 6 abr 2008  | Kitt Peak       | Spacewatch           | Mitidika  | MPC                           |
| 325238     | 2008 GK67  | 6 abr 2008  | Kitt Peak       | Spacewatch           | —         | MPC                           |
| 325239     | 2008 GC68  | 6 abr 2008  | Kitt Peak       | Spacewatch           | —         | MPC                           |
| 325240     | 2008 GG68  | 6 abr 2008  | Kitt Peak       | Spacewatch           | —         | MPC                           |
| 325241     | 2008 GU69  | 6 abr 2008  | Mount Lemmon    | Mount Lemmon Survey  | —         | MPC                           |
| 325242     | 2008 GQ70  | 7 abr 2008  | Kitt Peak       | Spacewatch           | —         | MPC                           |
| 325243     | 2008 GY71  | 7 abr 2008  | Kitt Peak       | Spacewatch           | —         | MPC                           |
| 325244     | 2008 GB74  | 7 abr 2008  | Kitt Peak       | Spacewatch           | —         | MPC                           |
| 325245     | 2008 GO74  | 7 abr 2008  | Kitt Peak       | Spacewatch           | —         | MPC                           |
| 325246     | 2008 GU76  | 7 abr 2008  | Kitt Peak       | Spacewatch           | —         | MPC                           |
| 325247     | 2008 GZ78  | 7 abr 2008  | Kitt Peak       | Spacewatch           | —         | MPC                           |
| 325248     | 2008 GF80  | 7 abr 2008  | Mount Lemmon    | Mount Lemmon Survey  | —         | MPC                           |
| 325249     | 2008 GN81  | 7 abr 2008  | Kitt Peak       | Spacewatch           | —         | MPC                           |
| 325250     | 2008 GK83  | 8 abr 2008  | Kitt Peak       | Spacewatch           | —         | MPC                           |
| 325251     | 2008 GJ85  | 1 abr 2008  | Mount Lemmon    | Mount Lemmon Survey  | —         | MPC                           |
| 325252     | 2008 GB90  | 6 abr 2008  | Mount Lemmon    | Mount Lemmon Survey  | —         | MPC                           |
| 325253     | 2008 GY90  | 6 abr 2008  | Mount Lemmon    | Mount Lemmon Survey  | —         | MPC                           |
| 325254     | 2008 GK91  | 6 abr 2008  | Mount Lemmon    | Mount Lemmon Survey  | —         | MPC                           |
| 325255     | 2008 GP96  | 8 abr 2008  | Kitt Peak       | Spacewatch           | —         | MPC                           |
| 325256     | 2008 GL97  | 8 abr 2008  | Kitt Peak       | Spacewatch           | —         | MPC                           |
| 325257     | 2008 GH98  | 8 abr 2008  | Kitt Peak       | Spacewatch           | —         | MPC                           |
| 325258     | 2008 GA99  | 9 abr 2008  | Kitt Peak       | Spacewatch           | —         | MPC                           |
| 325259     | 2008 GC99  | 9 abr 2008  | Kitt Peak       | Spacewatch           | —         | MPC                           |
| 325260     | 2008 GC103 | 10 abr 2008 | Kitt Peak       | Spacewatch           | —         | MPC                           |
| 325261     | 2008 GO106 | 11 abr 2008 | Catalina        | CSS                  | —         | MPC                           |
| 325262     | 2008 GP109 | 13 abr 2008 | Mount Lemmon    | Mount Lemmon Survey  | —         | MPC                           |
| 325263     | 2008 GX109 | 13 abr 2008 | Calvin-Rehoboth | Calvin–Rehoboth Obs. | —         | MPC                           |
| 325264     | 2008 GZ109 | 13 abr 2008 | Mount Lemmon    | Mount Lemmon Survey  | —         | MPC                           |
| 325265     | 2008 GQ113 | 4 mar 2008  | Kitt Peak       | Spacewatch           | —         | MPC                           |
| 325266     | 2008 GR114 | 11 abr 2008 | Kitt Peak       | Spacewatch           | —         | MPC                           |
| 325267     | 2008 GC115 | 11 abr 2008 | Kitt Peak       | Spacewatch           | —         | MPC                           |
| 325268     | 2008 GG117 | 3 abr 2008  | Kitt Peak       | Spacewatch           | —         | MPC                           |
| 325269     | 2008 GL118 | 30 mar 2008 | Kitt Peak       | Spacewatch           | —         | MPC                           |
| 325270     | 2008 GE120 | 22 nov 2006 | Mount Lemmon    | Mount Lemmon Survey  | —         | MPC                           |
| 325271     | 2008 GO120 | 12 abr 2008 | Mount Lemmon    | Mount Lemmon Survey  | —         | MPC                           |
| 325272     | 2008 GY121 | 13 abr 2008 | Kitt Peak       | Spacewatch           | —         | MPC                           |
| 325273     | 2008 GH128 | 9 abr 2008  | Catalina        | CSS                  | —         | MPC                           |
| 325274     | 2008 GV129 | 4 abr 2008  | Mount Lemmon    | Mount Lemmon Survey  | —         | MPC                           |
| 325275     | 2008 GY130 | 7 abr 2008  | Kitt Peak       | Spacewatch           | —         | MPC                           |
| 325276     | 2008 GA131 | 7 abr 2008  | Catalina        | CSS                  | —         | MPC                           |
| 325277     | 2008 GE131 | 7 abr 2008  | Kitt Peak       | Spacewatch           | —         | MPC                           |
| 325278     | 2008 GQ132 | 14 abr 2008 | Kitt Peak       | Spacewatch           | —         | MPC                           |
| 325279     | 2008 GC133 | 15 abr 2008 | Mount Lemmon    | Mount Lemmon Survey  | —         | MPC                           |
| 325280     | 2008 GB134 | 6 abr 2008  | Mount Lemmon    | Mount Lemmon Survey  | —         | MPC                           |
| 325281     | 2008 GA137 | 13 dez 2006 | Kitt Peak       | Spacewatch           | —         | MPC                           |
| 325282     | 2008 GU137 | 7 abr 2008  | Kitt Peak       | Spacewatch           | —         | MPC                           |
| 325283     | 2008 GS138 | 7 abr 2008  | Kitt Peak       | Spacewatch           | —         | MPC                           |
| 325284     | 2008 GO141 | 15 abr 2008 | Kitt Peak       | Spacewatch           | —         | MPC                           |
| 325285     | 2008 GX144 | 5 abr 2008  | Kitt Peak       | Spacewatch           | Phocaea   | MPC                           |
| 325286     | 2008 GB145 | 5 abr 2008  | Kitt Peak       | Spacewatch           | —         | MPC                           |
| 325287     | 2008 HQ6   | 24 abr 2008 | Kitt Peak       | Spacewatch           | —         | MPC                           |
| 325288     | 2008 HS8   | 24 abr 2008 | Kitt Peak       | Spacewatch           | —         | MPC                           |
| 325289     | 2008 HC12  | 24 abr 2008 | Catalina        | CSS                  | —         | MPC                           |
| 325290     | 2008 HH13  | 25 abr 2008 | Kitt Peak       | Spacewatch           | —         | MPC                           |
| 325291     | 2008 HB15  | 25 abr 2008 | Kitt Peak       | Spacewatch           | —         | MPC                           |
| 325292     | 2008 HO15  | 25 abr 2008 | Kitt Peak       | Spacewatch           | —         | MPC                           |
| 325293     | 2008 HU16  | 25 abr 2008 | Mount Lemmon    | Mount Lemmon Survey  | —         | MPC                           |
| 325294     | 2008 HX23  | 27 abr 2008 | Kitt Peak       | Spacewatch           | —         | MPC                           |
| 325295     | 2008 HW27  | 28 abr 2008 | Kitt Peak       | Spacewatch           | —         | MPC                           |
| 325296     | 2008 HU28  | 27 jan 2007 | Kitt Peak       | Spacewatch           | —         | MPC                           |
| 325297     | 2008 HF34  | 27 abr 2008 | Kitt Peak       | Spacewatch           | —         | MPC                           |
| 325298     | 2008 HD35  | 28 abr 2008 | Kitt Peak       | Spacewatch           | —         | MPC                           |
| 325299     | 2008 HM35  | 28 abr 2008 | Kitt Peak       | Spacewatch           | —         | MPC                           |
| 325300     | 2008 HY35  | 29 abr 2008 | Mount Lemmon    | Mount Lemmon Survey  | —         | MPC                           |

## 325301–325400
| Designação       | Designação | Descoberta  | Descoberta        | Descobridor(es)     | Categoria | Mais informações / Referência |
| Permanente       | Provisória | Data        | Local             | Descobridor(es)     | Categoria | Mais informações / Referência |
| ---------------- | ---------- | ----------- | ----------------- | ------------------- | --------- | ----------------------------- |
| 325301           | 2008 HY36  | 30 abr 2008 | Kitt Peak         | Spacewatch          | —         | MPC                           |
| 325302           | 2008 HS42  | 27 abr 2008 | Mount Lemmon      | Mount Lemmon Survey | —         | MPC                           |
| 325303           | 2008 HV45  | 28 abr 2008 | Kitt Peak         | Spacewatch          | —         | MPC                           |
| 325304           | 2008 HV46  | 28 abr 2008 | Kitt Peak         | Spacewatch          | —         | MPC                           |
| 325305           | 2008 HU51  | 29 abr 2008 | Kitt Peak         | Spacewatch          | —         | MPC                           |
| 325306           | 2008 HR52  | 29 abr 2008 | Kitt Peak         | Spacewatch          | —         | MPC                           |
| 325307           | 2008 HK61  | 30 abr 2008 | Mount Lemmon      | Mount Lemmon Survey | —         | MPC                           |
| 325308           | 2008 HC62  | 15 mar 2008 | Mount Lemmon      | Mount Lemmon Survey | —         | MPC                           |
| 325309           | 2008 HO62  | 30 abr 2008 | Kitt Peak         | Spacewatch          | —         | MPC                           |
| 325310           | 2008 HR65  | 29 abr 2008 | Socorro           | LINEAR              | —         | MPC                           |
| 325311           | 2008 HK66  | 26 abr 2008 | Mount Lemmon      | Mount Lemmon Survey | —         | MPC                           |
| 325312           | 2008 HB67  | 24 abr 2008 | Kitt Peak         | Spacewatch          | —         | MPC                           |
| 325313           | 2008 HU68  | 26 abr 2008 | Kitt Peak         | Spacewatch          | —         | MPC                           |
| 325314           | 2008 HW68  | 29 abr 2008 | Kitt Peak         | Spacewatch          | —         | MPC                           |
| 325315           | 2008 HY68  | 30 abr 2008 | Mount Lemmon      | Mount Lemmon Survey | Brangane  | MPC                           |
| 325316           | 2008 HY69  | 29 abr 2008 | Kitt Peak         | Spacewatch          | —         | MPC                           |
| 325317           | 2008 HL70  | 29 abr 2008 | Mount Lemmon      | Mount Lemmon Survey | —         | MPC                           |
| 325318           | 2008 JH2   | 2 mai 2008  | Kitt Peak         | Spacewatch          | —         | MPC                           |
| 325319           | 2008 JQ2   | 2 mai 2008  | Dauban            | F. Kugel            | —         | MPC                           |
| 325320           | 2008 JX4   | 5 mar 2008  | Mount Lemmon      | Mount Lemmon Survey | —         | MPC                           |
| 325321           | 2008 JW5   | 3 mai 2008  | Mount Lemmon      | Mount Lemmon Survey | —         | MPC                           |
| 325322           | 2008 JS8   | 30 abr 2008 | Mount Lemmon      | Mount Lemmon Survey | —         | MPC                           |
| 325323           | 2008 JR12  | 3 mai 2008  | Kitt Peak         | Spacewatch          | —         | MPC                           |
| 325324           | 2008 JY12  | 3 mai 2008  | Kitt Peak         | Spacewatch          | —         | MPC                           |
| 325325           | 2008 JA14  | 6 mai 2008  | Mount Lemmon      | Mount Lemmon Survey | —         | MPC                           |
| 325326           | 2008 JK15  | 2 mai 2008  | Kitt Peak         | Spacewatch          | —         | MPC                           |
| 325327           | 2008 JV16  | 6 abr 2008  | Mount Lemmon      | Mount Lemmon Survey | —         | MPC                           |
| 325328           | 2008 JX17  | 4 mai 2008  | Kitt Peak         | Spacewatch          | —         | MPC                           |
| 325329           | 2008 JR19  | 7 mai 2008  | Mount Lemmon      | Mount Lemmon Survey | —         | MPC                           |
| 325330           | 2008 JK24  | 7 mai 2008  | Uccle             | T. Pauwels          | —         | MPC                           |
| 325331           | 2008 JM27  | 8 mai 2008  | Kitt Peak         | Spacewatch          | —         | MPC                           |
| 325332           | 2008 JK32  | 26 abr 2008 | Mount Lemmon      | Mount Lemmon Survey | —         | MPC                           |
| 325333           | 2008 JN33  | 11 mai 2008 | Kitt Peak         | Spacewatch          | —         | MPC                           |
| 325334           | 2008 JY35  | 3 mai 2008  | Kitt Peak         | Spacewatch          | —         | MPC                           |
| 325335           | 2008 JR36  | 5 mai 2008  | Kitt Peak         | Spacewatch          | —         | MPC                           |
| 325336           | 2008 JG37  | 14 mai 2008 | Mount Lemmon      | Mount Lemmon Survey | —         | MPC                           |
| 325337           | 2008 JH37  | 15 mai 2008 | Kitt Peak         | Spacewatch          | —         | MPC                           |
| 325338           | 2008 JG38  | 6 mai 2008  | Mount Lemmon      | Mount Lemmon Survey | —         | MPC                           |
| 325339           | 2008 JD40  | 3 mai 2008  | Mount Lemmon      | Mount Lemmon Survey | —         | MPC                           |
| 325340           | 2008 KX    | 26 mai 2008 | Kitt Peak         | Spacewatch          | —         | MPC                           |
| 325341           | 2008 KQ1   | 26 mai 2008 | Kitt Peak         | Spacewatch          | —         | MPC                           |
| 325342           | 2008 KD8   | 27 mai 2008 | Kitt Peak         | Spacewatch          | —         | MPC                           |
| 325343           | 2008 KU9   | 27 mai 2008 | Kitt Peak         | Spacewatch          | —         | MPC                           |
| 325344           | 2008 KB10  | 27 mai 2008 | Kitt Peak         | Spacewatch          | —         | MPC                           |
| 325345           | 2008 KG10  | 28 mai 2008 | Kitt Peak         | Spacewatch          | —         | MPC                           |
| 325346           | 2008 KB11  | 29 mai 2008 | Mount Lemmon      | Mount Lemmon Survey | Eos       | MPC                           |
| 325347           | 2008 KM13  | 27 mai 2008 | Kitt Peak         | Spacewatch          | —         | MPC                           |
| 325348           | 2008 KK17  | 27 mai 2008 | Kitt Peak         | Spacewatch          | —         | MPC                           |
| 325349           | 2008 KK20  | 28 mai 2008 | Kitt Peak         | Spacewatch          | —         | MPC                           |
| 325350           | 2008 KN23  | 28 mai 2008 | Kitt Peak         | Spacewatch          | —         | MPC                           |
| 325351           | 2008 KF29  | 29 mai 2008 | Kitt Peak         | Spacewatch          | —         | MPC                           |
| 325352           | 2008 KB33  | 29 mai 2008 | Mount Lemmon      | Mount Lemmon Survey | —         | MPC                           |
| 325353           | 2008 KJ38  | 30 mai 2008 | Kitt Peak         | Spacewatch          | —         | MPC                           |
| 325354           | 2008 KT41  | 31 mai 2008 | Kitt Peak         | Spacewatch          | —         | MPC                           |
| 325355           | 2008 LX6   | 3 jun 2008  | Kitt Peak         | Spacewatch          | —         | MPC                           |
| 325356           | 2008 LU11  | 7 jun 2008  | Kitt Peak         | Spacewatch          | —         | MPC                           |
| 325357           | 2008 LS12  | 9 jun 2008  | Bergisch Gladbach | W. Bickel           | —         | MPC                           |
| 325358           | 2008 LG13  | 7 jun 2008  | Kitt Peak         | Spacewatch          | —         | MPC                           |
| 325359           | 2008 MP    | 24 jun 2008 | Siding Spring     | SSS                 | —         | MPC                           |
| 325360           | 2008 MK2   | 30 jun 2008 | Kitt Peak         | Spacewatch          | —         | MPC                           |
| 325361           | 2008 NB5   | 3 jul 2008  | Siding Spring     | SSS                 | —         | MPC                           |
| 325362           | 2008 OZ21  | 29 jul 2008 | Kitt Peak         | Spacewatch          | —         | MPC                           |
| 325363           | 2008 PM    | 1 ago 2008  | Dauban            | F. Kugel            | —         | MPC                           |
| 325364           | 2008 PC3   | 3 ago 2008  | Dauban            | F. Kugel            | —         | MPC                           |
| 325365           | 2008 PN17  | 30 jul 2008 | Catalina          | CSS                 | —         | MPC                           |
| 325366 Asturias  | 2008 QN16  | 24 ago 2008 | La Cañada         | J. Lacruz           | —         | MPC                           |
| 325367           | 2008 QA22  | 26 ago 2008 | Socorro           | LINEAR              | —         | MPC                           |
| 325368 Ihorhuk   | 2008 QK24  | 25 ago 2008 | Andrushivka       | Andrushivka Obs.    | —         | MPC                           |
| 325369 Shishilov | 2008 QJ29  | 29 ago 2008 | Zelenchukskaya    | Zelenchukskaya Stn. | —         | MPC                           |
| 325370           | 2008 QE39  | 24 ago 2008 | Kitt Peak         | Spacewatch          | —         | MPC                           |
| 325371           | 2008 QM45  | 30 ago 2008 | Socorro           | LINEAR              | —         | MPC                           |
| 325372           | 2008 RS22  | 5 set 2008  | Andrushivka       | Andrushivka Obs.    | —         | MPC                           |
| 325373           | 2008 RW40  | 2 set 2008  | Kitt Peak         | Spacewatch          | Ursula    | MPC                           |
| 325374           | 2008 RR85  | 5 set 2008  | Kitt Peak         | Spacewatch          | Vesta     | MPC                           |
| 325375           | 2008 RR125 | 7 set 2008  | Catalina          | CSS                 | —         | MPC                           |
| 325376           | 2008 SH3   | 22 set 2008 | Socorro           | LINEAR              | —         | MPC                           |
| 325377           | 2008 SO39  | 20 set 2008 | Kitt Peak         | Spacewatch          | —         | MPC                           |
| 325378           | 2008 SV98  | 21 set 2008 | Kitt Peak         | Spacewatch          | —         | MPC                           |
| 325379           | 2008 SG125 | 22 set 2008 | Mount Lemmon      | Mount Lemmon Survey | —         | MPC                           |
| 325380           | 2008 SQ152 | 28 set 2008 | Goodricke-Pigott  | R. A. Tucker        | —         | MPC                           |
| 325381           | 2008 SH181 | 24 set 2008 | Kitt Peak         | Spacewatch          | —         | MPC                           |
| 325382           | 2008 SJ230 | 28 set 2008 | Mount Lemmon      | Mount Lemmon Survey | —         | MPC                           |
| 325383           | 2008 SC251 | 24 set 2008 | Kitt Peak         | Spacewatch          | —         | MPC                           |
| 325384           | 2008 SC268 | 24 set 2008 | Kitt Peak         | Spacewatch          | —         | MPC                           |
| 325385           | 2008 SG276 | 23 set 2008 | Mount Lemmon      | Mount Lemmon Survey | —         | MPC                           |
| 325386           | 2008 SE301 | 23 set 2008 | Socorro           | LINEAR              | —         | MPC                           |
| 325387           | 2008 TZ37  | 1 out 2008  | Mount Lemmon      | Mount Lemmon Survey | —         | MPC                           |
| 325388           | 2008 TM115 | 6 out 2008  | Mount Lemmon      | Mount Lemmon Survey | —         | MPC                           |
| 325389           | 2008 TQ135 | 8 out 2008  | Kitt Peak         | Spacewatch          | —         | MPC                           |
| 325390           | 2008 UA69  | 21 out 2008 | Mount Lemmon      | Mount Lemmon Survey | —         | MPC                           |
| 325391           | 2008 UM361 | 27 out 2008 | Catalina          | CSS                 | —         | MPC                           |
| 325392           | 2008 VZ26  | 2 nov 2008  | Kitt Peak         | Spacewatch          | —         | MPC                           |
| 325393           | 2008 WW65  | 17 nov 2008 | Kitt Peak         | Spacewatch          | Juno      | MPC                           |
| 325394           | 2008 YV158 | 30 dez 2008 | Mount Lemmon      | Mount Lemmon Survey | —         | MPC                           |
| 325395           | 2009 CQ5   | 14 fev 2009 | Catalina          | CSS                 | —         | MPC                           |
| 325396           | 2009 DO129 | 27 fev 2009 | Kitt Peak         | Spacewatch          | —         | MPC                           |
| 325397           | 2009 DQ136 | 20 fev 2009 | Kitt Peak         | Spacewatch          | —         | MPC                           |
| 325398           | 2009 EF27  | 15 mar 2009 | Kitt Peak         | Spacewatch          | —         | MPC                           |
| 325399           | 2009 EN28  | 2 mar 2009  | Mount Lemmon      | Mount Lemmon Survey | —         | MPC                           |
| 325400           | 2009 EU30  | 2 mar 2009  | Mount Lemmon      | Mount Lemmon Survey | —         | MPC                           |

## 325401–325500
| Designação         | Designação | Descoberta  | Descoberta       | Descobridor(es)             | Categoria | Mais informações / Referência |
| Permanente         | Provisória | Data        | Local            | Descobridor(es)             | Categoria | Mais informações / Referência |
| ------------------ | ---------- | ----------- | ---------------- | --------------------------- | --------- | ----------------------------- |
| 325401             | 2009 FB72  | 17 mar 2009 | Kitt Peak        | Spacewatch                  | —         | MPC                           |
| 325402             | 2009 HH2   | 18 mar 2009 | Kitt Peak        | Spacewatch                  | —         | MPC                           |
| 325403             | 2009 HM22  | 17 abr 2009 | Kitt Peak        | Spacewatch                  | —         | MPC                           |
| 325404             | 2009 HO27  | 18 abr 2009 | Kitt Peak        | Spacewatch                  | —         | MPC                           |
| 325405             | 2009 HE83  | 27 abr 2009 | Mount Lemmon     | Mount Lemmon Survey         | Juno      | MPC                           |
| 325406             | 2009 HX91  | 29 abr 2009 | Kitt Peak        | Spacewatch                  | —         | MPC                           |
| 325407             | 2009 HC92  | 29 abr 2009 | Kitt Peak        | Spacewatch                  | —         | MPC                           |
| 325408             | 2009 HH100 | 27 abr 2009 | Kitt Peak        | Spacewatch                  | —         | MPC                           |
| 325409             | 2009 JD5   | 13 mai 2009 | Catalina         | CSS                         | —         | MPC                           |
| 325410             | 2009 JX16  | 14 mai 2009 | Kitt Peak        | Spacewatch                  | —         | MPC                           |
| 325411             | 2009 KQ1   | 17 mai 2009 | La Sagra         | Mallorca Obs.               | —         | MPC                           |
| 325412             | 2009 KB4   | 24 mai 2009 | Catalina         | CSS                         | —         | MPC                           |
| 325413             | 2009 KP5   | 24 mai 2009 | Catalina         | CSS                         | —         | MPC                           |
| 325414             | 2009 KX7   | 15 ago 2006 | Palomar          | NEAT                        | —         | MPC                           |
| 325415             | 2009 KM18  | 27 mai 2009 | Mount Lemmon     | Mount Lemmon Survey         | —         | MPC                           |
| 325416             | 2009 KB19  | 28 mai 2009 | Mount Lemmon     | Mount Lemmon Survey         | —         | MPC                           |
| 325417             | 2009 KF22  | 16 mai 2009 | Kitt Peak        | Spacewatch                  | —         | MPC                           |
| 325418             | 2009 KY35  | 20 mai 2009 | Socorro          | LINEAR                      | —         | MPC                           |
| 325419             | 2009 KA36  | 16 mai 2009 | Mount Lemmon     | Mount Lemmon Survey         | —         | MPC                           |
| 325420             | 2009 MK1   | 11 mar 2005 | Mount Lemmon     | Mount Lemmon Survey         | —         | MPC                           |
| 325421             | 2009 NF    | 1 jul 2009  | Hibiscus         | N. Teamo                    | —         | MPC                           |
| 325422             | 2009 NN1   | 15 jul 2009 | La Sagra         | Mallorca Obs.               | —         | MPC                           |
| 325423             | 2009 OC2   | 20 jul 2009 | Sierra Stars     | R. Matson                   | —         | MPC                           |
| 325424             | 2009 OX3   | 22 jul 2009 | Hibiscus         | N. Teamo                    | —         | MPC                           |
| 325425             | 2009 OZ5   | 17 jul 2009 | La Sagra         | Mallorca Obs.               | —         | MPC                           |
| 325426             | 2009 OZ8   | 28 jul 2009 | La Sagra         | Mallorca Obs.               | Phocaea   | MPC                           |
| 325427             | 2009 OG9   | 28 jul 2009 | La Sagra         | Mallorca Obs.               | —         | MPC                           |
| 325428             | 2009 OL13  | 27 jul 2009 | Kitt Peak        | Spacewatch                  | —         | MPC                           |
| 325429             | 2009 OL14  | 30 jul 2009 | Kitt Peak        | Spacewatch                  | —         | MPC                           |
| 325430             | 2009 OY15  | 28 jul 2009 | Kitt Peak        | Spacewatch                  | —         | MPC                           |
| 325431             | 2009 OJ16  | 28 jul 2009 | Kitt Peak        | Spacewatch                  | —         | MPC                           |
| 325432             | 2009 OJ19  | 28 jul 2009 | Kitt Peak        | Spacewatch                  | Mitidika  | MPC                           |
| 325433             | 2009 OR19  | 30 jul 2009 | Calvin-Rehoboth  | Calvin–Rehoboth Obs.        | —         | MPC                           |
| 325434             | 2009 OW20  | 25 jul 2009 | La Sagra         | Mallorca Obs.               | —         | MPC                           |
| 325435             | 2009 OP21  | 26 jul 2009 | Bergisch Gladbac | W. Bickel                   | —         | MPC                           |
| 325436 Khlebov     | 2009 OJ23  | 26 jul 2009 | Zelenchukskaya   | T. V. Kryachko              | —         | MPC                           |
| 325437             | 2009 PE7   | 15 ago 2009 | Kitt Peak        | Spacewatch                  | —         | MPC                           |
| 325438             | 2009 PN19  | 15 ago 2009 | Kitt Peak        | Spacewatch                  | —         | MPC                           |
| 325439             | 2009 PM20  | 15 ago 2009 | Kitt Peak        | Spacewatch                  | —         | MPC                           |
| 325440             | 2009 PP20  | 15 ago 2009 | Kitt Peak        | Spacewatch                  | —         | MPC                           |
| 325441             | 2009 QK    | 16 ago 2009 | Altschwendt      | W. Ries                     | Eos       | MPC                           |
| 325442             | 2009 QZ1   | 17 ago 2009 | Vicques          | M. Ory                      | —         | MPC                           |
| 325443             | 2009 QT3   | 16 ago 2009 | Catalina         | CSS                         | —         | MPC                           |
| 325444             | 2009 QE6   | 17 ago 2009 | Hibiscus         | N. Teamo                    | —         | MPC                           |
| 325445             | 2009 QG6   | 18 ago 2009 | La Sagra         | Mallorca Obs.               | —         | MPC                           |
| 325446             | 2009 QD13  | 16 ago 2009 | Kitt Peak        | Spacewatch                  | —         | MPC                           |
| 325447             | 2009 QR13  | 16 ago 2009 | Kitt Peak        | Spacewatch                  | —         | MPC                           |
| 325448             | 2009 QC14  | 16 ago 2009 | Kitt Peak        | Spacewatch                  | —         | MPC                           |
| 325449             | 2009 QN14  | 16 ago 2009 | Kitt Peak        | Spacewatch                  | Maria     | MPC                           |
| 325450             | 2009 QM15  | 16 ago 2009 | Kitt Peak        | Spacewatch                  | —         | MPC                           |
| 325451             | 2009 QN16  | 16 ago 2009 | Kitt Peak        | Spacewatch                  | —         | MPC                           |
| 325452             | 2009 QA19  | 17 ago 2009 | Kitt Peak        | Spacewatch                  | —         | MPC                           |
| 325453             | 2009 QZ20  | 19 ago 2009 | La Sagra         | Mallorca Obs.               | —         | MPC                           |
| 325454             | 2009 QW24  | 17 ago 2009 | La Sagra         | Mallorca Obs.               | —         | MPC                           |
| 325455 Della Valle | 2009 QJ26  | 20 ago 2009 | Magasa           | M. Tonincelli, W. Marinello | —         | MPC                           |
| 325456             | 2009 QT27  | 17 ago 2009 | La Sagra         | Mallorca Obs.               | —         | MPC                           |
| 325457             | 2009 QZ29  | 23 ago 2009 | Taunus           | S. Karge, R. Kling          | Ursula    | MPC                           |
| 325458             | 2009 QR37  | 27 ago 2009 | La Sagra         | Mallorca Obs.               | —         | MPC                           |
| 325459             | 2009 QA39  | 20 ago 2009 | Kitt Peak        | Spacewatch                  | —         | MPC                           |
| 325460             | 2009 QV44  | 27 ago 2009 | Catalina         | CSS                         | Ursula    | MPC                           |
| 325461             | 2009 QU46  | 27 ago 2009 | La Sagra         | Mallorca Obs.               | —         | MPC                           |
| 325462             | 2009 QR47  | 28 ago 2009 | La Sagra         | Mallorca Obs.               | Brangane  | MPC                           |
| 325463             | 2009 QO50  | 28 ago 2009 | Kitt Peak        | Spacewatch                  | —         | MPC                           |
| 325464             | 2009 QN51  | 22 out 2005 | Kitt Peak        | Spacewatch                  | —         | MPC                           |
| 325465             | 2009 QM52  | 16 ago 2009 | Kitt Peak        | Spacewatch                  | —         | MPC                           |
| 325466             | 2009 QR53  | 16 ago 2009 | Kitt Peak        | Spacewatch                  | —         | MPC                           |
| 325467             | 2009 QN54  | 27 ago 2009 | Kitt Peak        | Spacewatch                  | —         | MPC                           |
| 325468             | 2009 QO55  | 16 ago 2009 | Kitt Peak        | Spacewatch                  | —         | MPC                           |
| 325469             | 2009 QZ56  | 16 ago 2009 | Kitt Peak        | Spacewatch                  | —         | MPC                           |
| 325470             | 2009 QO57  | 27 ago 2009 | Kitt Peak        | Spacewatch                  | —         | MPC                           |
| 325471             | 2009 QR59  | 21 ago 2009 | Socorro          | LINEAR                      | —         | MPC                           |
| 325472             | 2009 QX59  | 16 ago 2009 | Kitt Peak        | Spacewatch                  | Brangane  | MPC                           |
| 325473             | 2009 QM61  | 22 ago 2009 | Socorro          | LINEAR                      | —         | MPC                           |
| 325474             | 2009 QP62  | 16 ago 2009 | Kitt Peak        | Spacewatch                  | —         | MPC                           |
| 325475             | 2009 QS62  | 18 ago 2009 | Kitt Peak        | Spacewatch                  | —         | MPC                           |
| 325476             | 2009 RY    | 10 set 2009 | ESA OGS          | ESA OGS                     | —         | MPC                           |
| 325477             | 2009 RG1   | 11 set 2009 | La Sagra         | Mallorca Obs.               | —         | MPC                           |
| 325478             | 2009 RK1   | 10 set 2009 | La Sagra         | Mallorca Obs.               | —         | MPC                           |
| 325479             | 2009 RF2   | 12 set 2009 | Socorro          | LINEAR                      | —         | MPC                           |
| 325480             | 2009 RW2   | 11 set 2009 | Piszkéstető      | K. Sárneczky                | —         | MPC                           |
| 325481             | 2009 RK6   | 19 ago 2009 | Kitt Peak        | Spacewatch                  | Brangane  | MPC                           |
| 325482             | 2009 RM6   | 15 set 2009 | Bisei SG Center  | BATTeRS                     | —         | MPC                           |
| 325483             | 2009 RJ8   | 12 set 2009 | Kitt Peak        | Spacewatch                  | —         | MPC                           |
| 325484             | 2009 RX8   | 12 set 2009 | Kitt Peak        | Spacewatch                  | —         | MPC                           |
| 325485             | 2009 RL9   | 12 set 2009 | Kitt Peak        | Spacewatch                  | —         | MPC                           |
| 325486             | 2009 RN11  | 12 set 2009 | Kitt Peak        | Spacewatch                  | Ursula    | MPC                           |
| 325487             | 2009 RP12  | 12 set 2009 | Kitt Peak        | Spacewatch                  | —         | MPC                           |
| 325488             | 2009 RF13  | 12 set 2009 | Kitt Peak        | Spacewatch                  | —         | MPC                           |
| 325489             | 2009 RJ13  | 12 set 2009 | Kitt Peak        | Spacewatch                  | —         | MPC                           |
| 325490             | 2009 RJ15  | 12 set 2009 | Kitt Peak        | Spacewatch                  | —         | MPC                           |
| 325491             | 2009 RP17  | 12 set 2009 | Kitt Peak        | Spacewatch                  | —         | MPC                           |
| 325492             | 2009 RW17  | 12 set 2009 | Kitt Peak        | Spacewatch                  | —         | MPC                           |
| 325493             | 2009 RF18  | 12 set 2009 | Kitt Peak        | Spacewatch                  | —         | MPC                           |
| 325494             | 2009 RK18  | 12 set 2009 | Kitt Peak        | Spacewatch                  | —         | MPC                           |
| 325495             | 2009 RC19  | 13 set 2009 | Purple Mountain  | PMO NEO                     | —         | MPC                           |
| 325496             | 2009 RP19  | 14 set 2009 | La Sagra         | Mallorca Obs.               | —         | MPC                           |
| 325497             | 2009 RS25  | 15 set 2009 | Kitt Peak        | Spacewatch                  | —         | MPC                           |
| 325498             | 2009 RK28  | 12 set 2009 | Kitt Peak        | Spacewatch                  | —         | MPC                           |
| 325499             | 2009 RL30  | 14 set 2009 | Kitt Peak        | Spacewatch                  | —         | MPC                           |
| 325500             | 2009 RX34  | 14 set 2009 | Kitt Peak        | Spacewatch                  | Brangane  | MPC                           |

## 325501–325600
| Designação      | Designação | Descoberta  | Descoberta      | Descobridor(es)           | Categoria | Mais informações / Referência |
| Permanente      | Provisória | Data        | Local           | Descobridor(es)           | Categoria | Mais informações / Referência |
| --------------- | ---------- | ----------- | --------------- | ------------------------- | --------- | ----------------------------- |
| 325501          | 2009 RP35  | 14 set 2009 | Kitt Peak       | Spacewatch                | —         | MPC                           |
| 325502          | 2009 RK43  | 15 set 2009 | Kitt Peak       | Spacewatch                | —         | MPC                           |
| 325503          | 2009 RO43  | 15 set 2009 | Kitt Peak       | Spacewatch                | —         | MPC                           |
| 325504          | 2009 RC50  | 15 set 2009 | Kitt Peak       | Spacewatch                | —         | MPC                           |
| 325505          | 2009 RM50  | 15 set 2009 | Kitt Peak       | Spacewatch                | —         | MPC                           |
| 325506          | 2009 RC51  | 15 set 2009 | Kitt Peak       | Spacewatch                | —         | MPC                           |
| 325507          | 2009 RZ51  | 15 set 2009 | Kitt Peak       | Spacewatch                | —         | MPC                           |
| 325508          | 2009 RB52  | 15 set 2009 | Kitt Peak       | Spacewatch                | —         | MPC                           |
| 325509          | 2009 RA53  | 15 set 2009 | Kitt Peak       | Spacewatch                | Ursula    | MPC                           |
| 325510          | 2009 RD53  | 15 set 2009 | Kitt Peak       | Spacewatch                | Brangane  | MPC                           |
| 325511          | 2009 RF55  | 15 set 2009 | Kitt Peak       | Spacewatch                | —         | MPC                           |
| 325512          | 2009 RG56  | 15 set 2009 | Kitt Peak       | Spacewatch                | Flora     | MPC                           |
| 325513          | 2009 RO56  | 15 set 2009 | Kitt Peak       | Spacewatch                | —         | MPC                           |
| 325514          | 2009 RH57  | 15 set 2009 | Kitt Peak       | Spacewatch                | —         | MPC                           |
| 325515          | 2009 RS59  | 10 set 2009 | Catalina        | CSS                       | —         | MPC                           |
| 325516          | 2009 RF60  | 11 set 2009 | Catalina        | CSS                       | Pallas    | MPC                           |
| 325517          | 2009 RT61  | 9 jan 2002  | Kitt Peak       | Spacewatch                | —         | MPC                           |
| 325518          | 2009 RY61  | 14 set 2009 | La Sagra        | Mallorca Obs.             | —         | MPC                           |
| 325519          | 2009 RF63  | 13 set 2009 | Siding Spring   | SSS                       | —         | MPC                           |
| 325520          | 2009 RH65  | 15 set 2009 | Kitt Peak       | Spacewatch                | —         | MPC                           |
| 325521          | 2009 RX66  | 15 set 2009 | Kitt Peak       | Spacewatch                | Brangane  | MPC                           |
| 325522          | 2009 RN68  | 15 set 2009 | Kitt Peak       | Spacewatch                | —         | MPC                           |
| 325523          | 2009 RN69  | 15 set 2009 | Kitt Peak       | Spacewatch                | —         | MPC                           |
| 325524          | 2009 RY71  | 15 set 2009 | Kitt Peak       | Spacewatch                | —         | MPC                           |
| 325525          | 2009 RG72  | 15 set 2009 | Kitt Peak       | Spacewatch                | —         | MPC                           |
| 325526          | 2009 RJ74  | 13 set 2009 | Socorro         | LINEAR                    | —         | MPC                           |
| 325527          | 2009 SE10  | 16 set 2009 | Mount Lemmon    | Mount Lemmon Survey       | Brangane  | MPC                           |
| 325528          | 2009 SM12  | 16 set 2009 | Mount Lemmon    | Mount Lemmon Survey       | —         | MPC                           |
| 325529          | 2009 SL16  | 17 set 2009 | Mount Lemmon    | Mount Lemmon Survey       | —         | MPC                           |
| 325530          | 2009 SN19  | 23 set 2009 | Mayhill         | A. Lowe                   | Brangane  | MPC                           |
| 325531          | 2009 SY19  | 18 set 2009 | Mount Lemmon    | Mount Lemmon Survey       | —         | MPC                           |
| 325532          | 2009 SZ19  | 18 set 2009 | Mount Lemmon    | Mount Lemmon Survey       | —         | MPC                           |
| 325533          | 2009 ST38  | 16 set 2009 | Kitt Peak       | Spacewatch                | —         | MPC                           |
| 325534          | 2009 SW40  | 16 set 2009 | Kitt Peak       | Spacewatch                | —         | MPC                           |
| 325535          | 2009 SD43  | 16 set 2009 | Mount Lemmon    | Mount Lemmon Survey       | —         | MPC                           |
| 325536          | 2009 SX46  | 16 set 2009 | Kitt Peak       | Spacewatch                | —         | MPC                           |
| 325537          | 2009 SG49  | 17 set 2009 | La Sagra        | Mallorca Obs.             | —         | MPC                           |
| 325538          | 2009 SF50  | 17 set 2009 | Kitt Peak       | Spacewatch                | —         | MPC                           |
| 325539          | 2009 SZ56  | 17 set 2009 | Kitt Peak       | Spacewatch                | —         | MPC                           |
| 325540          | 2009 SE57  | 17 set 2009 | Kitt Peak       | Spacewatch                | —         | MPC                           |
| 325541          | 2009 SG58  | 17 set 2009 | Kitt Peak       | Spacewatch                | Brangane  | MPC                           |
| 325542          | 2009 SE60  | 17 set 2009 | Kitt Peak       | Spacewatch                | —         | MPC                           |
| 325543          | 2009 SP63  | 29 abr 2008 | Mount Lemmon    | Mount Lemmon Survey       | —         | MPC                           |
| 325544          | 2009 SN70  | 17 set 2009 | Kitt Peak       | Spacewatch                | —         | MPC                           |
| 325545          | 2009 SZ70  | 17 set 2009 | Kitt Peak       | Spacewatch                | Brangane  | MPC                           |
| 325546          | 2009 SG71  | 17 set 2009 | Mount Lemmon    | Mount Lemmon Survey       | —         | MPC                           |
| 325547          | 2009 SG72  | 17 set 2009 | Mount Lemmon    | Mount Lemmon Survey       | —         | MPC                           |
| 325548          | 2009 SQ74  | 17 set 2009 | Kitt Peak       | Spacewatch                | —         | MPC                           |
| 325549          | 2009 SG75  | 17 set 2009 | Kitt Peak       | Spacewatch                | —         | MPC                           |
| 325550          | 2009 SN75  | 17 set 2009 | Kitt Peak       | Spacewatch                | Brangane  | MPC                           |
| 325551          | 2009 SM78  | 18 set 2009 | Kitt Peak       | Spacewatch                | —         | MPC                           |
| 325552          | 2009 SJ80  | 18 set 2009 | Mount Lemmon    | Mount Lemmon Survey       | —         | MPC                           |
| 325553          | 2009 SZ81  | 10 mar 2007 | Mount Lemmon    | Mount Lemmon Survey       | —         | MPC                           |
| 325554          | 2009 SO83  | 5 mar 2002  | Apache Point    | SDSS                      | Maria     | MPC                           |
| 325555          | 2009 SH85  | 18 set 2009 | Mount Lemmon    | Mount Lemmon Survey       | —         | MPC                           |
| 325556          | 2009 SP90  | 18 set 2009 | Mount Lemmon    | Mount Lemmon Survey       | —         | MPC                           |
| 325557          | 2009 SK101 | 22 set 2009 | Taunus          | E. Schwab, R. Kling       | —         | MPC                           |
| 325558 Guyane   | 2009 SP101 | 24 set 2009 | Tzec Maun       | E. Schwab                 | —         | MPC                           |
| 325559          | 2009 SQ102 | 23 set 2009 | Altschwendt     | W. Ries                   | —         | MPC                           |
| 325560          | 2009 SY104 | 26 set 2009 | Altschwendt     | W. Ries                   | Ursula    | MPC                           |
| 325561          | 2009 SC107 | 16 set 2009 | Catalina        | CSS                       | —         | MPC                           |
| 325562          | 2009 SK107 | 16 set 2009 | Kitt Peak       | Spacewatch                | —         | MPC                           |
| 325563          | 2009 SQ110 | 17 set 2009 | Kitt Peak       | Spacewatch                | —         | MPC                           |
| 325564          | 2009 ST111 | 18 set 2009 | Kitt Peak       | Spacewatch                | —         | MPC                           |
| 325565          | 2009 SB114 | 18 set 2009 | Kitt Peak       | Spacewatch                | Brangane  | MPC                           |
| 325566          | 2009 SS117 | 18 set 2009 | Kitt Peak       | Spacewatch                | —         | MPC                           |
| 325567          | 2009 SY121 | 18 set 2009 | Kitt Peak       | Spacewatch                | —         | MPC                           |
| 325568          | 2009 SR124 | 18 set 2009 | Kitt Peak       | Spacewatch                | —         | MPC                           |
| 325569          | 2009 SR126 | 18 set 2009 | Kitt Peak       | Spacewatch                | Brangane  | MPC                           |
| 325570          | 2009 SZ126 | 18 set 2009 | Kitt Peak       | Spacewatch                | —         | MPC                           |
| 325571          | 2009 SF127 | 18 set 2009 | Kitt Peak       | Spacewatch                | —         | MPC                           |
| 325572          | 2009 SO130 | 18 set 2009 | Kitt Peak       | Spacewatch                | —         | MPC                           |
| 325573          | 2009 SX130 | 18 set 2009 | Kitt Peak       | Spacewatch                | —         | MPC                           |
| 325574          | 2009 SL131 | 18 set 2009 | Kitt Peak       | Spacewatch                | —         | MPC                           |
| 325575          | 2009 SQ132 | 18 set 2009 | Kitt Peak       | Spacewatch                | —         | MPC                           |
| 325576          | 2009 SV135 | 18 set 2009 | Kitt Peak       | Spacewatch                | —         | MPC                           |
| 325577          | 2009 SY135 | 18 set 2009 | Kitt Peak       | Spacewatch                | —         | MPC                           |
| 325578          | 2009 SV136 | 18 set 2009 | Kitt Peak       | Spacewatch                | —         | MPC                           |
| 325579          | 2009 SX136 | 18 set 2009 | Kitt Peak       | Spacewatch                | —         | MPC                           |
| 325580          | 2009 SE137 | 18 set 2009 | Kitt Peak       | Spacewatch                | —         | MPC                           |
| 325581          | 2009 SK137 | 18 set 2009 | Kitt Peak       | Spacewatch                | —         | MPC                           |
| 325582          | 2009 SC139 | 18 set 2009 | Purple Mountain | PMO NEO                   | —         | MPC                           |
| 325583          | 2009 SH140 | 19 set 2009 | Kitt Peak       | Spacewatch                | —         | MPC                           |
| 325584          | 2009 SW140 | 19 set 2009 | Kitt Peak       | Spacewatch                | —         | MPC                           |
| 325585          | 2009 SH143 | 19 set 2009 | Catalina        | CSS                       | —         | MPC                           |
| 325586          | 2009 SL144 | 27 mar 2003 | Kitt Peak       | Spacewatch                | —         | MPC                           |
| 325587          | 2009 SB145 | 19 set 2009 | Mount Lemmon    | Mount Lemmon Survey       | —         | MPC                           |
| 325588 Bridzius | 2009 SS148 | 19 set 2009 | Moletai         | K. Černis, J. Zdanavičius | —         | MPC                           |
| 325589          | 2009 SG150 | 20 set 2009 | Kitt Peak       | Spacewatch                | —         | MPC                           |
| 325590          | 2009 SQ154 | 20 set 2009 | Kitt Peak       | Spacewatch                | —         | MPC                           |
| 325591          | 2009 SV156 | 20 set 2009 | Kitt Peak       | Spacewatch                | —         | MPC                           |
| 325592          | 2009 SV157 | 20 set 2009 | Kitt Peak       | Spacewatch                | —         | MPC                           |
| 325593          | 2009 SB158 | 20 set 2009 | Mount Lemmon    | Mount Lemmon Survey       | —         | MPC                           |
| 325594          | 2009 SD158 | 20 set 2009 | Kitt Peak       | Spacewatch                | —         | MPC                           |
| 325595          | 2009 SB159 | 20 set 2009 | Kitt Peak       | Spacewatch                | Themis    | MPC                           |
| 325596          | 2009 SV160 | 20 set 2009 | Kitt Peak       | Spacewatch                | —         | MPC                           |
| 325597          | 2009 SM162 | 11 set 2004 | Kitt Peak       | Spacewatch                | —         | MPC                           |
| 325598          | 2009 SM166 | 17 set 2003 | Kitt Peak       | Spacewatch                | —         | MPC                           |
| 325599          | 2009 SD179 | 20 set 2009 | Mount Lemmon    | Mount Lemmon Survey       | —         | MPC                           |
| 325600          | 2009 SB185 | 21 set 2009 | Kitt Peak       | Spacewatch                | Eos       | MPC                           |

## 325601–325700
| Designação | Designação | Descoberta  | Descoberta      | Descobridor(es)     | Categoria | Mais informações / Referência |
| Permanente | Provisória | Data        | Local           | Descobridor(es)     | Categoria | Mais informações / Referência |
| ---------- | ---------- | ----------- | --------------- | ------------------- | --------- | ----------------------------- |
| 325601     | 2009 SR185 | 21 set 2009 | Kitt Peak       | Spacewatch          | —         | MPC                           |
| 325602     | 2009 SC191 | 22 set 2009 | Kitt Peak       | Spacewatch          | —         | MPC                           |
| 325603     | 2009 SB198 | 22 set 2009 | Kitt Peak       | Spacewatch          | —         | MPC                           |
| 325604     | 2009 SJ204 | 22 set 2009 | Kitt Peak       | Spacewatch          | —         | MPC                           |
| 325605     | 2009 SA210 | 23 set 2009 | Kitt Peak       | Spacewatch          | —         | MPC                           |
| 325606     | 2009 SN213 | 23 set 2009 | Catalina        | CSS                 | —         | MPC                           |
| 325607     | 2009 ST214 | 23 set 2009 | Kitt Peak       | Spacewatch          | Brangane  | MPC                           |
| 325608     | 2009 SC216 | 24 set 2009 | Kitt Peak       | Spacewatch          | —         | MPC                           |
| 325609     | 2009 SU216 | 24 set 2009 | Kitt Peak       | Spacewatch          | —         | MPC                           |
| 325610     | 2009 SE217 | 25 nov 2005 | Kitt Peak       | Spacewatch          | —         | MPC                           |
| 325611     | 2009 SG230 | 16 set 2009 | Catalina        | CSS                 | —         | MPC                           |
| 325612     | 2009 SN231 | 19 set 2009 | Kitt Peak       | Spacewatch          | —         | MPC                           |
| 325613     | 2009 SL232 | 27 mar 1996 | Kitt Peak       | Spacewatch          | Brangane  | MPC                           |
| 325614     | 2009 SQ232 | 19 set 2009 | Catalina        | CSS                 | —         | MPC                           |
| 325615     | 2009 SL234 | 16 set 2009 | Catalina        | CSS                 | —         | MPC                           |
| 325616     | 2009 SO235 | 16 set 2009 | Kitt Peak       | Spacewatch          | —         | MPC                           |
| 325617     | 2009 SZ237 | 16 set 2009 | Catalina        | CSS                 | —         | MPC                           |
| 325618     | 2009 SX239 | 17 set 2009 | Catalina        | CSS                 | —         | MPC                           |
| 325619     | 2009 SB240 | 17 set 2009 | Catalina        | CSS                 | —         | MPC                           |
| 325620     | 2009 SV242 | 29 set 2009 | Skylive         | F. Tozzi            | —         | MPC                           |
| 325621     | 2009 SM250 | 26 fev 2007 | Mount Lemmon    | Mount Lemmon Survey | —         | MPC                           |
| 325622     | 2009 SH254 | 20 set 2009 | Kitt Peak       | Spacewatch          | —         | MPC                           |
| 325623     | 2009 SM256 | 21 set 2009 | Mount Lemmon    | Mount Lemmon Survey | —         | MPC                           |
| 325624     | 2009 SZ263 | 23 set 2009 | Mount Lemmon    | Mount Lemmon Survey | —         | MPC                           |
| 325625     | 2009 SN267 | 23 set 2009 | Mount Lemmon    | Mount Lemmon Survey | —         | MPC                           |
| 325626     | 2009 SF270 | 24 set 2009 | Kitt Peak       | Spacewatch          | —         | MPC                           |
| 325627     | 2009 SO270 | 24 set 2009 | Mount Lemmon    | Mount Lemmon Survey | —         | MPC                           |
| 325628     | 2009 SA273 | 25 set 2009 | Kitt Peak       | Spacewatch          | Ursula    | MPC                           |
| 325629     | 2009 SL274 | 25 set 2009 | Kitt Peak       | Spacewatch          | —         | MPC                           |
| 325630     | 2009 SY278 | 25 set 2009 | Kitt Peak       | Spacewatch          | —         | MPC                           |
| 325631     | 2009 SP279 | 25 set 2009 | Kitt Peak       | Spacewatch          | —         | MPC                           |
| 325632     | 2009 SK282 | 25 set 2009 | Kitt Peak       | Spacewatch          | —         | MPC                           |
| 325633     | 2009 SU283 | 25 set 2009 | Kitt Peak       | Spacewatch          | —         | MPC                           |
| 325634     | 2009 SW283 | 25 set 2009 | Kitt Peak       | Spacewatch          | —         | MPC                           |
| 325635     | 2009 SB287 | 25 set 2009 | Kitt Peak       | Spacewatch          | —         | MPC                           |
| 325636     | 2009 SU296 | 28 set 2009 | Kitt Peak       | Spacewatch          | —         | MPC                           |
| 325637     | 2009 SX297 | 28 set 2009 | Mount Lemmon    | Mount Lemmon Survey | —         | MPC                           |
| 325638     | 2009 SE299 | 29 set 2009 | Mount Lemmon    | Mount Lemmon Survey | Brangane  | MPC                           |
| 325639     | 2009 SE307 | 17 set 2009 | Kitt Peak       | Spacewatch          | —         | MPC                           |
| 325640     | 2009 SO307 | 17 set 2009 | Kitt Peak       | Spacewatch          | —         | MPC                           |
| 325641     | 2009 SW307 | 29 set 2008 | Mount Lemmon    | Mount Lemmon Survey | Vesta     | MPC                           |
| 325642     | 2009 SY315 | 19 set 2009 | Catalina        | CSS                 | —         | MPC                           |
| 325643     | 2009 SA318 | 13 mar 2007 | Mount Lemmon    | Mount Lemmon Survey | —         | MPC                           |
| 325644     | 2009 SJ321 | 28 jan 2006 | Kitt Peak       | Spacewatch          | —         | MPC                           |
| 325645     | 2009 SR323 | 23 set 2009 | Kitt Peak       | Spacewatch          | Juno      | MPC                           |
| 325646     | 2009 SL324 | 20 dez 2000 | Kitt Peak       | Spacewatch          | —         | MPC                           |
| 325647     | 2009 SL326 | 29 set 2009 | Kitt Peak       | Spacewatch          | —         | MPC                           |
| 325648     | 2009 SM328 | 28 set 2009 | Catalina        | CSS                 | —         | MPC                           |
| 325649     | 2009 SL330 | 18 set 2009 | Catalina        | CSS                 | —         | MPC                           |
| 325650     | 2009 ST330 | 19 set 2009 | Catalina        | CSS                 | —         | MPC                           |
| 325651     | 2009 SV330 | 19 set 2009 | Catalina        | CSS                 | —         | MPC                           |
| 325652     | 2009 SM332 | 21 set 2009 | Catalina        | CSS                 | —         | MPC                           |
| 325653     | 2009 SN334 | 22 set 2009 | Catalina        | CSS                 | —         | MPC                           |
| 325654     | 2009 SM335 | 4 fev 2006  | Mount Lemmon    | Mount Lemmon Survey | —         | MPC                           |
| 325655     | 2009 SB337 | 24 set 2009 | Catalina        | CSS                 | —         | MPC                           |
| 325656     | 2009 SX341 | 16 set 2009 | Catalina        | CSS                 | —         | MPC                           |
| 325657     | 2009 SA342 | 16 set 2009 | Kitt Peak       | Spacewatch          | —         | MPC                           |
| 325658     | 2009 SN345 | 26 mar 2007 | Mount Lemmon    | Mount Lemmon Survey | Brangane  | MPC                           |
| 325659     | 2009 SR351 | 21 set 2009 | Mount Lemmon    | Mount Lemmon Survey | —         | MPC                           |
| 325660     | 2009 SW353 | 21 set 2009 | Mount Lemmon    | Mount Lemmon Survey | Brangane  | MPC                           |
| 325661     | 2009 SD354 | 18 set 2009 | Kitt Peak       | Spacewatch          | —         | MPC                           |
| 325662     | 2009 SQ356 | 18 set 2009 | Mount Lemmon    | Mount Lemmon Survey | —         | MPC                           |
| 325663     | 2009 SS358 | 18 set 2009 | Catalina        | CSS                 | —         | MPC                           |
| 325664     | 2009 SC360 | 27 set 2009 | Socorro         | LINEAR              | —         | MPC                           |
| 325665     | 2009 SJ360 | 28 set 2009 | Mount Lemmon    | Mount Lemmon Survey | —         | MPC                           |
| 325666     | 2009 SN360 | 29 set 2009 | Catalina        | CSS                 | —         | MPC                           |
| 325667     | 2009 SS363 | 22 set 2009 | Kitt Peak       | Spacewatch          | —         | MPC                           |
| 325668     | 2009 SF364 | 28 set 2009 | Mount Lemmon    | Mount Lemmon Survey | —         | MPC                           |
| 325669     | 2009 TF    | 1 out 2009  | Kitt Peak       | Spacewatch          | Brangane  | MPC                           |
| 325670     | 2009 TP2   | 10 out 2009 | La Sagra        | Mallorca Obs.       | —         | MPC                           |
| 325671     | 2009 TU2   | 11 out 2009 | Lake Tekapo     | Mount John Obs.     | —         | MPC                           |
| 325672     | 2009 TY4   | 22 set 2009 | Kitt Peak       | Spacewatch          | —         | MPC                           |
| 325673     | 2009 TO5   | 11 out 2009 | Mount Lemmon    | Mount Lemmon Survey | —         | MPC                           |
| 325674     | 2009 TQ6   | 12 out 2009 | La Sagra        | Mallorca Obs.       | —         | MPC                           |
| 325675     | 2009 TZ8   | 12 out 2009 | La Sagra        | Mallorca Obs.       | —         | MPC                           |
| 325676     | 2009 TL13  | 15 out 2009 | Bisei SG Center | BATTeRS             | —         | MPC                           |
| 325677     | 2009 TB16  | 28 ago 2003 | Palomar         | NEAT                | —         | MPC                           |
| 325678     | 2009 TS17  | 2 out 2009  | Mount Lemmon    | Mount Lemmon Survey | —         | MPC                           |
| 325679     | 2009 TH27  | 1 out 2009  | Mount Lemmon    | Mount Lemmon Survey | Vesta     | MPC                           |
| 325680     | 2009 TQ33  | 9 out 2009  | Catalina        | CSS                 | —         | MPC                           |
| 325681     | 2009 TX37  | 13 out 2009 | La Sagra        | Mallorca Obs.       | Brangane  | MPC                           |
| 325682     | 2009 TE38  | 14 out 2009 | Catalina        | CSS                 | —         | MPC                           |
| 325683     | 2009 TQ38  | 15 out 2009 | La Sagra        | Mallorca Obs.       | —         | MPC                           |
| 325684     | 2009 TL39  | 15 out 2009 | La Sagra        | Mallorca Obs.       | —         | MPC                           |
| 325685     | 2009 TV40  | 2 out 2009  | Mount Lemmon    | Mount Lemmon Survey | Brangane  | MPC                           |
| 325686     | 2009 TN41  | 15 out 2009 | Mount Lemmon    | Mount Lemmon Survey | —         | MPC                           |
| 325687     | 2009 TJ45  | 11 nov 2004 | Kitt Peak       | Spacewatch          | —         | MPC                           |
| 325688     | 2009 TP46  | 13 out 2009 | Socorro         | LINEAR              | Brangane  | MPC                           |
| 325689     | 2009 UX5   | 18 out 2009 | Catalina        | CSS                 | Ursula    | MPC                           |
| 325690     | 2009 UN13  | 18 out 2009 | Kitt Peak       | Spacewatch          | —         | MPC                           |
| 325691     | 2009 UP15  | 17 out 2009 | La Sagra        | Mallorca Obs.       | Brangane  | MPC                           |
| 325692     | 2009 UL16  | 16 out 2009 | Catalina        | CSS                 | —         | MPC                           |
| 325693     | 2009 UB20  | 23 out 2009 | Catalina        | CSS                 | —         | MPC                           |
| 325694     | 2009 UA22  | 16 out 2009 | Catalina        | CSS                 | —         | MPC                           |
| 325695     | 2009 UF23  | 17 out 2009 | La Sagra        | Mallorca Obs.       | Vesta     | MPC                           |
| 325696     | 2009 UA34  | 18 out 2009 | Mount Lemmon    | Mount Lemmon Survey | —         | MPC                           |
| 325697     | 2009 UZ35  | 22 out 2009 | Mount Lemmon    | Mount Lemmon Survey | —         | MPC                           |
| 325698     | 2009 UP39  | 22 out 2009 | Mount Lemmon    | Mount Lemmon Survey | —         | MPC                           |
| 325699     | 2009 UA47  | 18 out 2009 | Mount Lemmon    | Mount Lemmon Survey | —         | MPC                           |
| 325700     | 2009 UT51  | 11 out 2009 | Mount Lemmon    | Mount Lemmon Survey | Juno      | MPC                           |

## 325701–325800
| Designação | Designação | Descoberta  | Descoberta      | Descobridor(es)     | Categoria | Mais informações / Referência |
| Permanente | Provisória | Data        | Local           | Descobridor(es)     | Categoria | Mais informações / Referência |
| ---------- | ---------- | ----------- | --------------- | ------------------- | --------- | ----------------------------- |
| 325701     | 2009 UG52  | 22 out 2009 | Mount Lemmon    | Mount Lemmon Survey | —         | MPC                           |
| 325702     | 2009 UE56  | 23 out 2009 | Mount Lemmon    | Mount Lemmon Survey | Brangane  | MPC                           |
| 325703     | 2009 UL57  | 23 out 2009 | Mount Lemmon    | Mount Lemmon Survey | —         | MPC                           |
| 325704     | 2009 UZ68  | 14 fev 2008 | Mount Lemmon    | Mount Lemmon Survey | —         | MPC                           |
| 325705     | 2009 UB72  | 23 out 2009 | Mount Lemmon    | Mount Lemmon Survey | —         | MPC                           |
| 325706     | 2009 UR73  | 18 out 2009 | Mount Lemmon    | Mount Lemmon Survey | —         | MPC                           |
| 325707     | 2009 UN81  | 22 out 2009 | Mount Lemmon    | Mount Lemmon Survey | —         | MPC                           |
| 325708     | 2009 UX89  | 26 out 2009 | Bisei SG Center | BATTeRS             | —         | MPC                           |
| 325709     | 2009 UF90  | 22 out 2009 | Socorro         | LINEAR              | —         | MPC                           |
| 325710     | 2009 UL90  | 16 out 2009 | Catalina        | CSS                 | —         | MPC                           |
| 325711     | 2009 UY92  | 24 out 2009 | Kitt Peak       | Spacewatch          | —         | MPC                           |
| 325712     | 2009 UK96  | 22 out 2009 | Mount Lemmon    | Mount Lemmon Survey | —         | MPC                           |
| 325713     | 2009 UO96  | 22 out 2009 | Mount Lemmon    | Mount Lemmon Survey | —         | MPC                           |
| 325714     | 2009 UQ99  | 2 abr 2002  | Kitt Peak       | Spacewatch          | —         | MPC                           |
| 325715     | 2009 UG102 | 17 set 2009 | Kitt Peak       | Spacewatch          | Juno      | MPC                           |
| 325716     | 2009 UZ102 | 24 out 2009 | Catalina        | CSS                 | —         | MPC                           |
| 325717     | 2009 UA104 | 25 out 2009 | Mount Lemmon    | Mount Lemmon Survey | —         | MPC                           |
| 325718     | 2009 UL116 | 22 out 2009 | Mount Lemmon    | Mount Lemmon Survey | —         | MPC                           |
| 325719     | 2009 UU119 | 23 out 2009 | Mount Lemmon    | Mount Lemmon Survey | —         | MPC                           |
| 325720     | 2009 UV119 | 23 out 2009 | Mount Lemmon    | Mount Lemmon Survey | —         | MPC                           |
| 325721     | 2009 UT133 | 22 out 2009 | Mount Lemmon    | Mount Lemmon Survey | —         | MPC                           |
| 325722     | 2009 UQ134 | 23 out 2009 | Mount Lemmon    | Mount Lemmon Survey | Ursula    | MPC                           |
| 325723     | 2009 UH140 | 18 out 2009 | La Sagra        | Mallorca Obs.       | —         | MPC                           |
| 325724     | 2009 UC141 | 27 out 2009 | Mount Lemmon    | Mount Lemmon Survey | —         | MPC                           |
| 325725     | 2009 UG141 | 23 jan 2006 | Kitt Peak       | Spacewatch          | Brangane  | MPC                           |
| 325726     | 2009 UM151 | 22 out 2009 | Catalina        | CSS                 | —         | MPC                           |
| 325727     | 2009 UN155 | 31 mar 2003 | Kitt Peak       | Spacewatch          | —         | MPC                           |
| 325728     | 2009 VS18  | 23 ago 2003 | Palomar         | NEAT                | —         | MPC                           |
| 325729     | 2009 VH29  | 9 nov 2009  | Kitt Peak       | Spacewatch          | Ursula    | MPC                           |
| 325730     | 2009 VD40  | 11 nov 2009 | Hibiscus        | N. Teamo            | —         | MPC                           |
| 325731     | 2009 VF40  | 8 nov 2009  | Catalina        | CSS                 | Brangane  | MPC                           |
| 325732     | 2009 VX44  | 14 nov 2009 | Mayhill         | A. Lowe             | —         | MPC                           |
| 325733     | 2009 VK47  | 9 nov 2009  | Mount Lemmon    | Mount Lemmon Survey | —         | MPC                           |
| 325734     | 2009 VH50  | 12 nov 2009 | La Sagra        | Mallorca Obs.       | —         | MPC                           |
| 325735     | 2009 VM55  | 11 nov 2009 | Kitt Peak       | Spacewatch          | —         | MPC                           |
| 325736     | 2009 VM72  | 14 nov 2009 | Socorro         | LINEAR              | Brangane  | MPC                           |
| 325737     | 2009 VT76  | 14 mar 2007 | Kitt Peak       | Spacewatch          | —         | MPC                           |
| 325738     | 2009 VF78  | 9 nov 2009  | Catalina        | CSS                 | —         | MPC                           |
| 325739     | 2009 VK79  | 9 jan 2006  | Mount Lemmon    | Mount Lemmon Survey | Brangane  | MPC                           |
| 325740     | 2009 VD81  | 11 out 2009 | Mount Lemmon    | Mount Lemmon Survey | Vesta     | MPC                           |
| 325741     | 2009 VZ92  | 9 nov 2009  | Catalina        | CSS                 | —         | MPC                           |
| 325742     | 2009 VH106 | 9 nov 2009  | Catalina        | CSS                 | —         | MPC                           |
| 325743     | 2009 VT110 | 10 nov 2009 | Mount Lemmon    | Mount Lemmon Survey | —         | MPC                           |
| 325744     | 2009 WE1   | 17 nov 2009 | Mayhill         | A. Lowe             | —         | MPC                           |
| 325745     | 2009 WG4   | 16 nov 2009 | Kitt Peak       | Spacewatch          | —         | MPC                           |
| 325746     | 2009 WV12  | 16 nov 2009 | Mount Lemmon    | Mount Lemmon Survey | —         | MPC                           |
| 325747     | 2009 WQ47  | 19 nov 2009 | Kitt Peak       | Spacewatch          | —         | MPC                           |
| 325748     | 2009 WV47  | 19 nov 2009 | Mount Lemmon    | Mount Lemmon Survey | —         | MPC                           |
| 325749     | 2009 WC53  | 22 nov 2009 | Bisei SG Center | BATTeRS             | —         | MPC                           |
| 325750     | 2009 WN55  | 14 mai 2008 | Mount Lemmon    | Mount Lemmon Survey | —         | MPC                           |
| 325751     | 2009 WB74  | 18 nov 2009 | Kitt Peak       | Spacewatch          | —         | MPC                           |
| 325752     | 2009 WW87  | 19 nov 2009 | Kitt Peak       | Spacewatch          | Brangane  | MPC                           |
| 325753     | 2009 WH90  | 7 out 2004  | Anderson Mesa   | LONEOS              | —         | MPC                           |
| 325754     | 2009 WE93  | 19 nov 2009 | La Sagra        | Mallorca Obs.       | Brangane  | MPC                           |
| 325755     | 2009 WU97  | 20 nov 2009 | La Sagra        | Mallorca Obs.       | —         | MPC                           |
| 325756     | 2009 WN114 | 19 nov 2009 | Mount Lemmon    | Mount Lemmon Survey | —         | MPC                           |
| 325757     | 2009 WA163 | 21 nov 2009 | Kitt Peak       | Spacewatch          | Ursula    | MPC                           |
| 325758     | 2009 WM190 | 24 nov 2009 | Kitt Peak       | Spacewatch          | —         | MPC                           |
| 325759     | 2009 WG204 | 16 nov 2009 | La Sagra        | Mallorca Obs.       | —         | MPC                           |
| 325760     | 2009 WN248 | 17 nov 2009 | Catalina        | CSS                 | —         | MPC                           |
| 325761     | 2009 WH249 | 16 set 2003 | Kitt Peak       | Spacewatch          | —         | MPC                           |
| 325762     | 2010 AL94  | 13 abr 2004 | Kitt Peak       | Spacewatch          | —         | MPC                           |
| 325763     | 2010 AU97  | 31 jan 2006 | Kitt Peak       | Spacewatch          | —         | MPC                           |
| 325764     | 2010 AF105 | 12 jan 2010 | WISE            | WISE                | —         | MPC                           |
| 325765     | 2010 BJ7   | 26 set 2003 | Apache Point    | SDSS                | —         | MPC                           |
| 325766     | 2010 JX140 | 15 mai 2010 | WISE            | WISE                | —         | MPC                           |
| 325767     | 2010 KG108 | 29 mai 2010 | WISE            | WISE                | —         | MPC                           |
| 325768     | 2010 LV14  | 3 jun 2010  | Kitt Peak       | Spacewatch          | —         | MPC                           |
| 325769     | 2010 LY63  | 12 jun 2010 | Siding Spring   | SSS                 | —         | MPC                           |
| 325770     | 2010 MO54  | 16 jun 2010 | WISE            | WISE                | —         | MPC                           |
| 325771     | 2010 MC67  | 30 dez 2007 | Kitt Peak       | Spacewatch          | —         | MPC                           |
| 325772     | 2010 NH10  | 16 out 2001 | Palomar         | NEAT                | —         | MPC                           |
| 325773     | 2010 NL35  | 9 fev 2008  | Mount Lemmon    | Mount Lemmon Survey | —         | MPC                           |
| 325774     | 2010 NR73  | 15 jul 2010 | WISE            | WISE                | —         | MPC                           |
| 325775     | 2010 NE76  | 15 jul 2010 | WISE            | WISE                | —         | MPC                           |
| 325776     | 2010 OV14  | 19 jan 2008 | Mount Lemmon    | Mount Lemmon Survey | —         | MPC                           |
| 325777     | 2010 OE29  | 20 jan 2008 | Kitt Peak       | Spacewatch          | —         | MPC                           |
| 325778     | 2010 OG60  | 12 mar 2008 | Kitt Peak       | Spacewatch          | —         | MPC                           |
| 325779     | 2010 OT76  | 3 out 2006  | Mount Lemmon    | Mount Lemmon Survey | —         | MPC                           |
| 325780     | 2010 OC79  | 29 fev 2008 | Kitt Peak       | Spacewatch          | —         | MPC                           |
| 325781     | 2010 OL104 | 1 set 2005  | Kitt Peak       | Spacewatch          | —         | MPC                           |
| 325782     | 2010 OV125 | 13 jan 2003 | Kitt Peak       | Spacewatch          | —         | MPC                           |
| 325783     | 2010 PA10  | 4 ago 2010  | Socorro         | LINEAR              | Juno      | MPC                           |
| 325784     | 2010 PP38  | 6 ago 2010  | WISE            | WISE                | —         | MPC                           |
| 325785     | 2010 PU46  | 1 mar 2008  | Kitt Peak       | Spacewatch          | —         | MPC                           |
| 325786     | 2010 PC58  | 3 set 1999  | Kitt Peak       | Spacewatch          | Mitidika  | MPC                           |
| 325787     | 2010 PS58  | 9 ago 2010  | Socorro         | LINEAR              | —         | MPC                           |
| 325788     | 2010 PK78  | 14 dez 2006 | Palomar         | NEAT                | —         | MPC                           |
| 325789     | 2010 QD1   | 16 ago 2010 | La Sagra        | Mallorca Obs.       | —         | MPC                           |
| 325790     | 2010 QX1   | 8 jan 2003  | Anderson Mesa   | LONEOS              | —         | MPC                           |
| 325791     | 2010 RX4   | 1 set 2010  | ESA OGS         | ESA OGS             | —         | MPC                           |
| 325792     | 2010 RO51  | 4 set 2010  | Kitt Peak       | Spacewatch          | —         | MPC                           |
| 325793     | 2010 RS60  | 6 set 2010  | Kitt Peak       | Spacewatch          | —         | MPC                           |
| 325794     | 2010 RH63  | 8 fev 2008  | Kitt Peak       | Spacewatch          | —         | MPC                           |
| 325795     | 2010 RJ67  | 29 mar 2008 | Catalina        | CSS                 | —         | MPC                           |
| 325796     | 2010 RY68  | 6 nov 2007  | Mount Lemmon    | Mount Lemmon Survey | —         | MPC                           |
| 325797     | 2010 RQ69  | 18 set 2007 | Mount Lemmon    | Mount Lemmon Survey | —         | MPC                           |
| 325798     | 2010 RF70  | 16 jul 2007 | Siding Spring   | SSS                 | Juno      | MPC                           |
| 325799     | 2010 RN79  | 22 mai 2001 | Anderson Mesa   | LONEOS              | —         | MPC                           |
| 325800     | 2010 RC81  | 24 ago 2000 | Socorro         | LINEAR              | —         | MPC                           |

## 325801–325900
| Designação | Designação | Descoberta  | Descoberta    | Descobridor(es)     | Categoria | Mais informações / Referência |
| Permanente | Provisória | Data        | Local         | Descobridor(es)     | Categoria | Mais informações / Referência |
| ---------- | ---------- | ----------- | ------------- | ------------------- | --------- | ----------------------------- |
| 325801     | 2010 RE81  | 10 set 2010 | Catalina      | CSS                 | —         | MPC                           |
| 325802     | 2010 RO81  | 22 set 2003 | Anderson Mesa | LONEOS              | —         | MPC                           |
| 325803     | 2010 RH93  | 1 nov 2000  | Socorro       | LINEAR              | —         | MPC                           |
| 325804     | 2010 RS100 | 16 out 2007 | Mount Lemmon  | Mount Lemmon Survey | —         | MPC                           |
| 325805     | 2010 RG101 | 28 set 2003 | Kitt Peak     | Spacewatch          | —         | MPC                           |
| 325806     | 2010 RT103 | 25 dez 2003 | Kitt Peak     | Spacewatch          | —         | MPC                           |
| 325807     | 2010 RE105 | 2 abr 2005  | Mount Lemmon  | Mount Lemmon Survey | —         | MPC                           |
| 325808     | 2010 RZ105 | 19 nov 2003 | Anderson Mesa | LONEOS              | —         | MPC                           |
| 325809     | 2010 RY111 | 4 abr 2005  | Catalina      | CSS                 | —         | MPC                           |
| 325810     | 2010 RE112 | 29 ago 2006 | Kitt Peak     | Spacewatch          | —         | MPC                           |
| 325811     | 2010 RG115 | 11 set 2010 | Kitt Peak     | Spacewatch          | —         | MPC                           |
| 325812     | 2010 RT115 | 3 jan 2008  | XuYi          | PMO NEO             | —         | MPC                           |
| 325813     | 2010 RF120 | 7 jan 2003  | Socorro       | LINEAR              | —         | MPC                           |
| 325814     | 2010 RK120 | 8 fev 2008  | Mount Lemmon  | Mount Lemmon Survey | —         | MPC                           |
| 325815     | 2010 RS125 | 30 set 2006 | Catalina      | CSS                 | —         | MPC                           |
| 325816     | 2010 RH130 | 16 dez 2006 | Mount Lemmon  | Mount Lemmon Survey | —         | MPC                           |
| 325817     | 2010 RX143 | 1 nov 2007  | Kitt Peak     | Spacewatch          | —         | MPC                           |
| 325818     | 2010 RP145 | 24 mar 1998 | Kitt Peak     | Spacewatch          | —         | MPC                           |
| 325819     | 2010 RF149 | 11 mar 2005 | Mount Lemmon  | Mount Lemmon Survey | —         | MPC                           |
| 325820     | 2010 RA154 | 18 nov 2006 | Kitt Peak     | Spacewatch          | —         | MPC                           |
| 325821     | 2010 RM156 | 3 mar 2005  | Catalina      | CSS                 | —         | MPC                           |
| 325822     | 2010 RM164 | 28 ago 2003 | Palomar       | NEAT                | —         | MPC                           |
| 325823     | 2010 RA171 | 20 out 2003 | Kitt Peak     | Spacewatch          | —         | MPC                           |
| 325824     | 2010 RP173 | 7 abr 2008  | Mount Lemmon  | Mount Lemmon Survey | —         | MPC                           |
| 325825     | 2010 RH174 | 29 ago 2006 | Kitt Peak     | Spacewatch          | —         | MPC                           |
| 325826     | 2010 RZ174 | 3 fev 2008  | Kitt Peak     | Spacewatch          | —         | MPC                           |
| 325827     | 2010 SL3   | 12 jul 2005 | Mount Lemmon  | Mount Lemmon Survey | —         | MPC                           |
| 325828     | 2010 SY9   | 21 mar 1999 | Apache Point  | SDSS                | —         | MPC                           |
| 325829     | 2010 SM10  | 5 nov 2007  | Mount Lemmon  | Mount Lemmon Survey | —         | MPC                           |
| 325830     | 2010 SN15  | 10 out 2007 | Kitt Peak     | Spacewatch          | —         | MPC                           |
| 325831     | 2010 SF18  | 6 dez 2007  | Kitt Peak     | Spacewatch          | —         | MPC                           |
| 325832     | 2010 SN22  | 3 dez 2002  | Haleakalā     | NEAT                | —         | MPC                           |
| 325833     | 2010 SU29  | 16 ago 2006 | Palomar       | NEAT                | —         | MPC                           |
| 325834     | 2010 SV29  | 29 set 2010 | La Sagra      | Mallorca Obs.       | —         | MPC                           |
| 325835     | 2010 SK37  | 9 mar 2005  | Kitt Peak     | Spacewatch          | —         | MPC                           |
| 325836     | 2010 SP38  | 23 out 2006 | Catalina      | CSS                 | —         | MPC                           |
| 325837     | 2010 SC39  | 21 set 2003 | Anderson Mesa | LONEOS              | —         | MPC                           |
| 325838     | 2010 SJ40  | 28 ago 2003 | Palomar       | NEAT                | —         | MPC                           |
| 325839     | 2010 TX1   | 25 mai 2006 | Kitt Peak     | Spacewatch          | —         | MPC                           |
| 325840     | 2010 TJ14  | 10 fev 2008 | Kitt Peak     | Spacewatch          | —         | MPC                           |
| 325841     | 2010 TO24  | 4 nov 1999  | Socorro       | LINEAR              | Mitidika  | MPC                           |
| 325842     | 2010 TN25  | 24 fev 2009 | Catalina      | CSS                 | —         | MPC                           |
| 325843     | 2010 TV27  | 19 out 2003 | Apache Point  | SDSS                | —         | MPC                           |
| 325844     | 2010 TN30  | 16 nov 2006 | Kitt Peak     | Spacewatch          | —         | MPC                           |
| 325845     | 2010 TL31  | 2 fev 2001  | Kitt Peak     | Spacewatch          | —         | MPC                           |
| 325846     | 2010 TW32  | 21 ago 2006 | Kitt Peak     | Spacewatch          | —         | MPC                           |
| 325847     | 2010 TQ35  | 10 mar 2004 | Palomar       | NEAT                | —         | MPC                           |
| 325848     | 2010 TR37  | 24 out 2003 | Kitt Peak     | Spacewatch          | —         | MPC                           |
| 325849     | 2010 TC38  | 26 ago 2000 | Socorro       | LINEAR              | —         | MPC                           |
| 325850     | 2010 TA50  | 31 out 2006 | Mount Lemmon  | Mount Lemmon Survey | —         | MPC                           |
| 325851     | 2010 TU52  | 12 set 1994 | Kitt Peak     | Spacewatch          | —         | MPC                           |
| 325852     | 2010 TO53  | 30 abr 2005 | Kitt Peak     | Spacewatch          | —         | MPC                           |
| 325853     | 2010 TS57  | 30 mar 2008 | Kitt Peak     | Spacewatch          | —         | MPC                           |
| 325854     | 2010 TM79  | 11 out 1999 | Kitt Peak     | Spacewatch          | —         | MPC                           |
| 325855     | 2010 TP82  | 1 out 2003  | Kitt Peak     | Spacewatch          | —         | MPC                           |
| 325856     | 2010 TL84  | 1 dez 2003  | Kitt Peak     | Spacewatch          | —         | MPC                           |
| 325857     | 2010 TB85  | 6 dez 2007  | Catalina      | CSS                 | —         | MPC                           |
| 325858     | 2010 TY85  | 16 nov 2006 | Catalina      | CSS                 | —         | MPC                           |
| 325859     | 2010 TB86  | 11 abr 2005 | Mount Lemmon  | Mount Lemmon Survey | Mitidika  | MPC                           |
| 325860     | 2010 TR94  | 15 out 1995 | Kitt Peak     | Spacewatch          | —         | MPC                           |
| 325861     | 2010 TQ114 | 25 nov 2005 | Catalina      | CSS                 | —         | MPC                           |
| 325862     | 2010 TB117 | 4 dez 2007  | Kitt Peak     | Spacewatch          | —         | MPC                           |
| 325863     | 2010 TZ118 | 15 out 2001 | Kitt Peak     | Spacewatch          | —         | MPC                           |
| 325864     | 2010 TA119 | 2 abr 2006  | Mount Lemmon  | Mount Lemmon Survey | —         | MPC                           |
| 325865     | 2010 TE122 | 30 abr 2008 | Mount Lemmon  | Mount Lemmon Survey | —         | MPC                           |
| 325866     | 2010 TB123 | 15 dez 2004 | Kitt Peak     | Spacewatch          | —         | MPC                           |
| 325867     | 2010 TB142 | 5 out 2004  | Anderson Mesa | LONEOS              | —         | MPC                           |
| 325868     | 2010 TN147 | 22 nov 2006 | Catalina      | CSS                 | —         | MPC                           |
| 325869     | 2010 TQ149 | 11 mai 2007 | Mount Lemmon  | Mount Lemmon Survey | —         | MPC                           |
| 325870     | 2010 TR149 | 11 dez 2006 | Kitt Peak     | Spacewatch          | —         | MPC                           |
| 325871     | 2010 TA150 | 29 abr 2009 | Mount Lemmon  | Mount Lemmon Survey | Phocaea   | MPC                           |
| 325872     | 2010 TN153 | 5 jan 2006  | Catalina      | CSS                 | —         | MPC                           |
| 325873     | 2010 TM158 | 13 dez 2006 | Kitt Peak     | Spacewatch          | —         | MPC                           |
| 325874     | 2010 TG164 | 17 mar 2005 | Mount Lemmon  | Mount Lemmon Survey | —         | MPC                           |
| 325875     | 2010 TJ165 | 25 mai 2006 | Mount Lemmon  | Mount Lemmon Survey | Mitidika  | MPC                           |
| 325876     | 2010 TO166 | 1 mar 2008  | Kitt Peak     | Spacewatch          | —         | MPC                           |
| 325877     | 2010 TJ168 | 27 set 2009 | Kitt Peak     | Spacewatch          | Vesta     | MPC                           |
| 325878     | 2010 TF169 | 19 dez 2007 | Mount Lemmon  | Mount Lemmon Survey | —         | MPC                           |
| 325879     | 2010 TK171 | 19 mar 2007 | Mount Lemmon  | Mount Lemmon Survey | —         | MPC                           |
| 325880     | 2010 TT172 | 18 dez 2004 | Kitt Peak     | Spacewatch          | —         | MPC                           |
| 325881     | 2010 TZ175 | 23 jul 2010 | WISE          | WISE                | Eos       | MPC                           |
| 325882     | 2010 TT176 | 10 jan 2003 | Socorro       | LINEAR              | —         | MPC                           |
| 325883     | 2010 TO178 | 17 nov 2006 | Mount Lemmon  | Mount Lemmon Survey | —         | MPC                           |
| 325884     | 2010 TA182 | 2 out 2000  | Socorro       | LINEAR              | —         | MPC                           |
| 325885     | 2010 UO9   | 10 nov 2006 | Kitt Peak     | Spacewatch          | —         | MPC                           |
| 325886     | 2010 UA10  | 1 nov 2006  | Mount Lemmon  | Mount Lemmon Survey | —         | MPC                           |
| 325887     | 2010 UK12  | 21 fev 2003 | Palomar       | NEAT                | —         | MPC                           |
| 325888     | 2010 UC13  | 2 abr 2002  | Kitt Peak     | Spacewatch          | —         | MPC                           |
| 325889     | 2010 UL13  | 12 set 2001 | Socorro       | LINEAR              | —         | MPC                           |
| 325890     | 2010 UP14  | 4 jun 2006  | Mount Lemmon  | Mount Lemmon Survey | —         | MPC                           |
| 325891     | 2010 UC15  | 15 set 2006 | Kitt Peak     | Spacewatch          | —         | MPC                           |
| 325892     | 2010 UD16  | 27 set 2003 | Anderson Mesa | LONEOS              | —         | MPC                           |
| 325893     | 2010 UL26  | 22 nov 2006 | Mount Lemmon  | Mount Lemmon Survey | —         | MPC                           |
| 325894     | 2010 UO27  | 12 nov 1999 | Kitt Peak     | Spacewatch          | —         | MPC                           |
| 325895     | 2010 UD29  | 2 jan 2000  | Kitt Peak     | Spacewatch          | Mitidika  | MPC                           |
| 325896     | 2010 UF29  | 19 out 2006 | Catalina      | CSS                 | —         | MPC                           |
| 325897     | 2010 UX30  | 22 nov 2005 | Kitt Peak     | Spacewatch          | —         | MPC                           |
| 325898     | 2010 UK33  | 28 ago 2005 | Kitt Peak     | Spacewatch          | Eos       | MPC                           |
| 325899     | 2010 UZ45  | 28 jan 2007 | Kitt Peak     | Spacewatch          | —         | MPC                           |
| 325900     | 2010 UJ54  | 19 mar 2009 | Kitt Peak     | Spacewatch          | —         | MPC                           |

## 325901–326000
| Designação      | Designação | Descoberta  | Descoberta       | Descobridor(es)     | Categoria | Mais informações / Referência |
| Permanente      | Provisória | Data        | Local            | Descobridor(es)     | Categoria | Mais informações / Referência |
| --------------- | ---------- | ----------- | ---------------- | ------------------- | --------- | ----------------------------- |
| 325901          | 2010 UG55  | 1 out 2005  | Kitt Peak        | Spacewatch          | Eos       | MPC                           |
| 325902          | 2010 UU55  | 18 set 2001 | Apache Point     | SDSS                | —         | MPC                           |
| 325903          | 2010 UB56  | 14 nov 2007 | Mount Lemmon     | Mount Lemmon Survey | —         | MPC                           |
| 325904          | 2010 UG56  | 13 out 1993 | Kitt Peak        | Spacewatch          | —         | MPC                           |
| 325905          | 2010 UP57  | 21 fev 2007 | Catalina         | CSS                 | —         | MPC                           |
| 325906          | 2010 UR59  | 27 jan 2007 | Mount Lemmon     | Mount Lemmon Survey | —         | MPC                           |
| 325907          | 2010 UX61  | 22 out 2006 | Mount Lemmon     | Mount Lemmon Survey | —         | MPC                           |
| 325908          | 2010 UE67  | 26 mar 2007 | Mount Lemmon     | Mount Lemmon Survey | —         | MPC                           |
| 325909          | 2010 US73  | 28 fev 2008 | Kitt Peak        | Spacewatch          | —         | MPC                           |
| 325910          | 2010 UL74  | 29 ago 2006 | Kitt Peak        | Spacewatch          | —         | MPC                           |
| 325911          | 2010 UE76  | 1 nov 2005  | Kitt Peak        | Spacewatch          | —         | MPC                           |
| 325912          | 2010 UD77  | 31 ago 2005 | Kitt Peak        | Spacewatch          | —         | MPC                           |
| 325913          | 2010 UW77  | 18 mar 2007 | Kitt Peak        | Spacewatch          | —         | MPC                           |
| 325914          | 2010 UD80  | 21 jan 2004 | Socorro          | LINEAR              | —         | MPC                           |
| 325915          | 2010 UT84  | 17 jul 2001 | Haleakala        | NEAT                | —         | MPC                           |
| 325916          | 2010 UK90  | 28 mar 2008 | Kitt Peak        | Spacewatch          | —         | MPC                           |
| 325917          | 2010 UC94  | 15 nov 2006 | Catalina         | CSS                 | —         | MPC                           |
| 325918          | 2010 UF94  | 22 fev 2006 | Anderson Mesa    | LONEOS              | —         | MPC                           |
| 325919          | 2010 UL94  | 24 out 2001 | Palomar          | NEAT                | —         | MPC                           |
| 325920          | 2010 UM94  | 15 mar 2008 | Kitt Peak        | Spacewatch          | —         | MPC                           |
| 325921          | 2010 UP96  | 13 dez 2006 | Kitt Peak        | Spacewatch          | Phocaea   | MPC                           |
| 325922          | 2010 UT99  | 11 mar 2005 | Kitt Peak        | Spacewatch          | —         | MPC                           |
| 325923          | 2010 UR100 | 10 nov 2005 | Kitt Peak        | Spacewatch          | —         | MPC                           |
| 325924          | 2010 UE102 | 12 nov 1999 | Socorro          | LINEAR              | —         | MPC                           |
| 325925          | 2010 UU103 | 22 abr 2009 | Kitt Peak        | Spacewatch          | —         | MPC                           |
| 325926          | 2010 VE6   | 27 jul 1995 | Kitt Peak        | Spacewatch          | —         | MPC                           |
| 325927          | 2010 VB13  | 29 mar 2008 | Kitt Peak        | Spacewatch          | —         | MPC                           |
| 325928          | 2010 VQ13  | 16 mar 2004 | Palomar          | NEAT                | —         | MPC                           |
| 325929          | 2010 VB17  | 18 dez 2007 | Kitt Peak        | Spacewatch          | —         | MPC                           |
| 325930          | 2010 VM17  | 24 out 2007 | Mount Lemmon     | Mount Lemmon Survey | —         | MPC                           |
| 325931          | 2010 VD18  | 25 set 2000 | Kitt Peak        | Spacewatch          | —         | MPC                           |
| 325932          | 2010 VK20  | 1 ago 2009  | Kitt Peak        | Spacewatch          | —         | MPC                           |
| 325933          | 2010 VJ25  | 2 out 2005  | Mount Lemmon     | Mount Lemmon Survey | —         | MPC                           |
| 325934          | 2010 VE29  | 21 set 2003 | Kitt Peak        | Spacewatch          | —         | MPC                           |
| 325935          | 2010 VJ29  | 14 out 1999 | Kitt Peak        | Spacewatch          | —         | MPC                           |
| 325936          | 2010 VL31  | 19 set 2009 | Catalina         | CSS                 | Vesta     | MPC                           |
| 325937          | 2010 VF33  | 12 set 2001 | Socorro          | LINEAR              | —         | MPC                           |
| 325938          | 2010 VG33  | 11 fev 2002 | Socorro          | LINEAR              | —         | MPC                           |
| 325939          | 2010 VV38  | 26 nov 2003 | Kitt Peak        | Spacewatch          | —         | MPC                           |
| 325940          | 2010 VF45  | 23 ago 2001 | Haleakala        | NEAT                | —         | MPC                           |
| 325941          | 2010 VX48  | 2 jan 2006  | Socorro          | LINEAR              | —         | MPC                           |
| 325942          | 2010 VK54  | 26 fev 2008 | Mount Lemmon     | Mount Lemmon Survey | —         | MPC                           |
| 325943          | 2010 VZ54  | 10 fev 2008 | Mount Lemmon     | Mount Lemmon Survey | —         | MPC                           |
| 325944          | 2010 VT56  | 15 mar 2007 | Mount Lemmon     | Mount Lemmon Survey | —         | MPC                           |
| 325945          | 2010 VR57  | 24 set 2009 | Mount Lemmon     | Mount Lemmon Survey | Vesta     | MPC                           |
| 325946          | 2010 VB63  | 5 set 2010  | Mount Lemmon     | Mount Lemmon Survey | —         | MPC                           |
| 325947          | 2010 VS67  | 31 ago 2005 | Kitt Peak        | Spacewatch          | —         | MPC                           |
| 325948          | 2010 VO69  | 17 nov 2006 | Kitt Peak        | Spacewatch          | —         | MPC                           |
| 325949          | 2010 VP79  | 10 mar 2005 | Mount Lemmon     | Mount Lemmon Survey | —         | MPC                           |
| 325950          | 2010 VB80  | 29 abr 2009 | Kitt Peak        | Spacewatch          | —         | MPC                           |
| 325951          | 2010 VC83  | 9 dez 2006  | Kitt Peak        | Spacewatch          | —         | MPC                           |
| 325952          | 2010 VM86  | 17 ago 2009 | Kitt Peak        | Spacewatch          | —         | MPC                           |
| 325953          | 2010 VJ90  | 7 out 1999  | Socorro          | LINEAR              | Mitidika  | MPC                           |
| 325954          | 2010 VS92  | 7 jan 2005  | Kitt Peak        | Spacewatch          | —         | MPC                           |
| 325955          | 2010 VE93  | 19 set 2006 | Catalina         | CSS                 | —         | MPC                           |
| 325956          | 2010 VJ95  | 1 set 2005  | Kitt Peak        | Spacewatch          | —         | MPC                           |
| 325957          | 2010 VO97  | 5 abr 2003  | Kitt Peak        | Spacewatch          | —         | MPC                           |
| 325958          | 2010 VJ99  | 19 mar 2006 | Siding Spring    | SSS                 | —         | MPC                           |
| 325959          | 2010 VX101 | 4 out 2000  | Kitt Peak        | Spacewatch          | —         | MPC                           |
| 325960          | 2010 VX103 | 26 jan 2003 | Haleakala        | NEAT                | —         | MPC                           |
| 325961          | 2010 VS105 | 28 out 2010 | Mount Lemmon     | Mount Lemmon Survey | —         | MPC                           |
| 325962          | 2010 VU105 | 15 out 2001 | Kitt Peak        | Spacewatch          | —         | MPC                           |
| 325963          | 2010 VL108 | 28 mar 2008 | Kitt Peak        | Spacewatch          | —         | MPC                           |
| 325964          | 2010 VN109 | 22 out 2003 | Apache Point     | SDSS                | —         | MPC                           |
| 325965          | 2010 VK120 | 6 jan 2006  | Catalina         | CSS                 | —         | MPC                           |
| 325966          | 2010 VE126 | 7 jan 2006  | Kitt Peak        | Spacewatch          | —         | MPC                           |
| 325967          | 2010 VT126 | 21 set 2001 | Socorro          | LINEAR              | —         | MPC                           |
| 325968          | 2010 VO128 | 22 ago 2003 | Campo Imperatore | CINEOS              | —         | MPC                           |
| 325969          | 2010 VN133 | 7 abr 2005  | Kitt Peak        | Spacewatch          | —         | MPC                           |
| 325970          | 2010 VN135 | 4 jan 2006  | Kitt Peak        | Spacewatch          | —         | MPC                           |
| 325971          | 2010 VX143 | 28 set 2006 | Kitt Peak        | Spacewatch          | —         | MPC                           |
| 325972          | 2010 VX157 | 5 nov 2007  | Kitt Peak        | Spacewatch          | —         | MPC                           |
| 325973 Cardinal | 2010 VJ159 | 13 dez 2006 | Mauna Kea        | D. D. Balam         | —         | MPC                           |
| 325974          | 2010 VS160 | 10 nov 2006 | Kitt Peak        | Spacewatch          | —         | MPC                           |
| 325975          | 2010 VC162 | 1 set 2005  | Kitt Peak        | Spacewatch          | —         | MPC                           |
| 325976          | 2010 VF162 | 24 out 2003 | Kitt Peak        | Spacewatch          | —         | MPC                           |
| 325977          | 2010 VP162 | 28 mar 2008 | Mount Lemmon     | Mount Lemmon Survey | —         | MPC                           |
| 325978          | 2010 VR162 | 11 nov 2007 | Mount Lemmon     | Mount Lemmon Survey | —         | MPC                           |
| 325979          | 2010 VY162 | 25 nov 2006 | Kitt Peak        | Spacewatch          | —         | MPC                           |
| 325980          | 2010 VK166 | 24 dez 2005 | Kitt Peak        | Spacewatch          | —         | MPC                           |
| 325981          | 2010 VX168 | 6 out 2005  | Mount Lemmon     | Mount Lemmon Survey | Eos       | MPC                           |
| 325982          | 2010 VX172 | 16 mar 2007 | Mount Lemmon     | Mount Lemmon Survey | —         | MPC                           |
| 325983          | 2010 VF174 | 6 abr 2008  | Kitt Peak        | Spacewatch          | —         | MPC                           |
| 325984          | 2010 VB177 | 14 abr 2008 | Mount Lemmon     | Mount Lemmon Survey | —         | MPC                           |
| 325985          | 2010 VK177 | 7 mai 2002  | Palomar          | NEAT                | —         | MPC                           |
| 325986          | 2010 VL178 | 21 out 2001 | Kitt Peak        | Spacewatch          | —         | MPC                           |
| 325987          | 2010 VY178 | 11 fev 2004 | Palomar          | NEAT                | —         | MPC                           |
| 325988          | 2010 VU181 | 22 out 2005 | Kitt Peak        | Spacewatch          | —         | MPC                           |
| 325989          | 2010 VE186 | 28 jul 2005 | Palomar          | NEAT                | —         | MPC                           |
| 325990          | 2010 VQ188 | 7 out 2004  | Anderson Mesa    | LONEOS              | Ursula    | MPC                           |
| 325991          | 2010 VM191 | 5 out 2004  | Three Buttes     | G. R. Jones         | Brangane  | MPC                           |
| 325992          | 2010 VX192 | 3 nov 2004  | Palomar          | NEAT                | —         | MPC                           |
| 325993          | 2010 VJ195 | 19 jan 2008 | Mount Lemmon     | Mount Lemmon Survey | —         | MPC                           |
| 325994          | 2010 VT195 | 4 out 1996  | Kitt Peak        | Spacewatch          | —         | MPC                           |
| 325995          | 2010 VO200 | 5 jan 2003  | Socorro          | LINEAR              | —         | MPC                           |
| 325996          | 2010 WH2   | 17 out 2006 | Mount Lemmon     | Mount Lemmon Survey | —         | MPC                           |
| 325997          | 2010 WK3   | 6 abr 2008  | Catalina         | CSS                 | Phocaea   | MPC                           |
| 325998          | 2010 WE5   | 30 ago 2000 | Kitt Peak        | Spacewatch          | —         | MPC                           |
| 325999          | 2010 WN7   | 18 nov 2006 | Kitt Peak        | Spacewatch          | —         | MPC                           |
| 326000          | 2010 WN8   | 24 jul 2003 | Palomar          | NEAT                | —         | MPC                           |